# Papúa Nueva Guinea
Papúa Nueva Guinea, oficialmente denominado Estado Independiente de Papúa Nueva Guinea (en inglés: Independent State of Papua New Guinea; en tok pisin: Independen Stet bilong Papua Niugini; en hiri motu: Papua Niu Gini), es un país soberano de Oceanía que ocupa la mitad oriental de la isla de Nueva Guinea y una numerosa cantidad de islas situadas alrededor de esta. La otra mitad de la isla pertenece a Indonesia, y se compone de la región denominada Nueva Guinea Occidental. Su capital y ciudad más poblada es Puerto Moresby. Papúa Nueva Guinea está al norte de Australia, al oeste de las Islas Salomón y al suroeste del océano Pacífico, en una región definida desde inicios del siglo XIX como Melanesia.
A nivel nacional, después de ser gobernada por tres potencias extranjeras desde 1884, Papúa Nueva Guinea estableció su soberanía en 1975. Esto siguió a casi sesenta años de administración australiana, que comenzó durante la Primera Guerra Mundial. Se convirtió en una monarquía en la Mancomunidad de Naciones en 1975 bajo el reinado de Isabel II. También se convirtió en miembro de la Mancomunidad de Naciones por derecho propio. Su sistema de gobierno es la monarquía parlamentaria, el territorio está organizado en veintidós provincias y su capital y ciudad más poblada es Puerto Moresby.
Papúa Nueva Guinea es uno de los países con mayor diversidad cultural del mundo. Se han registrado hasta 848 idiomas distintos, de los cuales siguen hablándose 836, aunque solo tres están reconocidos como idiomas oficiales. Muchos grupos étnicos se rigen por costumbres tradicionales y es un país escasamente poblado, con 7 millones de habitantes. La población es predominantemente rural, con solo el 13.25 % concentrada en núcleos urbanos. Es uno de los países menos explorados, geográfica y culturalmente por la comunidad científica, y muchas especies de plantas y animales están aún sin descubrir dentro del país. Papúa Nueva Guinea está dentro de la lista de países megadiversos.
A raíz del desarrollo minero, Papúa Nueva Guinea fue un país de rápido crecimiento económico durante la década de 2010, a pesar de ello, casi un tercio de la población vive en pobreza extrema, con menos de 1,25 $ diarios. La mayoría de la población vive en grupos tradicionales basados en la agricultura. Su vida social combina la religión tradicional con prácticas modernas, incluida la educación primaria. Estas sociedades y clanes están reconocidos explícitamente por la Constitución, que expresa el deseo de que «las aldeas y comunidades tradicionales permanezcan como unidades viables de la sociedad de Papúa Nueva Guinea» y protege su importancia continua para la vida comunitaria local y nacional. La nación es un estado observador en la Asociación de Naciones del Sudeste Asiático (ASEAN) desde 1976 y ha presentado su solicitud para ser miembro pleno. Es miembro de la Comunidad del Pacífico, el Foro de las Islas del Pacífico y la Mancomunidad de Naciones.

## Etimología
El doble nombre del país es el resultado de su compleja historia administrativa antes de su independencia. No se conoce el origen exacto de la palabra «Papúa», pero es posible que derive del malayo papuah, que significa «rizado», en referencia al cabello de los melanesios nativos. Por otro lado, «Nueva Guinea» fue el nombre que recibió por parte del explorador español Yñigo Ortiz de Retez en 1545, por el parecido que notó entre los habitantes de la región y los nativos de la costa de Guinea en África.
En 1905, aquel territorio, entonces conocido como la Nueva Guinea Británica, pasó a ser el Territorio de Papúa para diferenciarlo de la Nueva Guinea Alemana. Tras la Primera Guerra Mundial, los dos nombres se juntaron como Territorio de Papúa y Nueva Guinea, que más tarde se simplificó a Papúa Nueva Guinea.

## Historia

### Historia precolonial

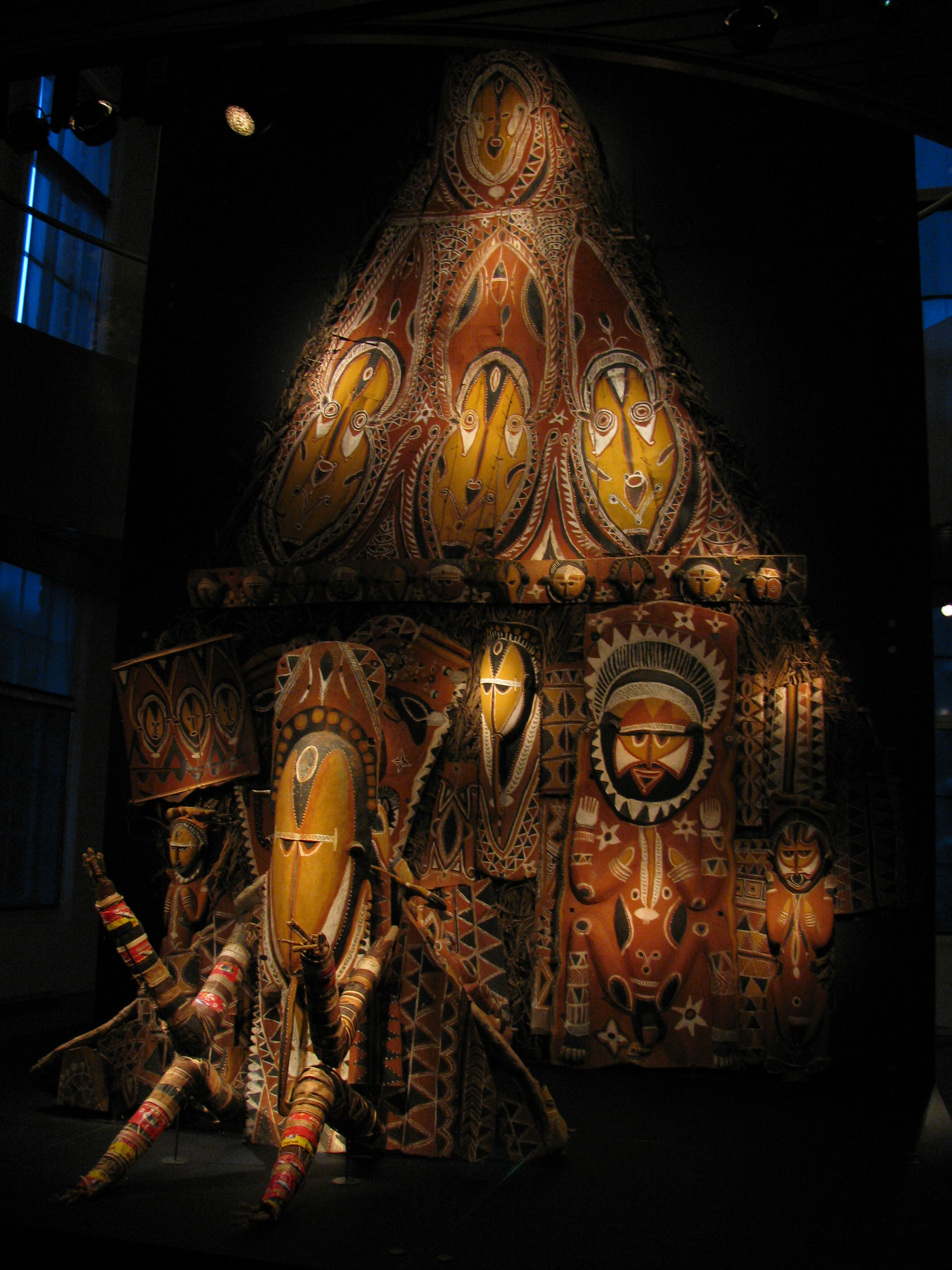
Papúa Nueva Guinea tiene una rica historia precolonial que se ve reflejada en su arte.

Las pruebas arqueológicas indican que los humanos llegaron por primera vez a Papúa Nueva Guinea hace entre 42 000 y 45 000 años. Eran descendientes de emigrantes procedentes de África, en una de las primeras oleadas de migración humana, una más emparentada con los pueblos elamo-drávidas, los aborígenes australianos y los africanos propiamente dichos que con los indoeuropeos, semitas, asiáticos y amerindios, que forman parte de una migración posterior. Un estudio de 2016 de la Universidad de Cambridge realizado por Christopher Klein et al. sugiere que fue hace unos 50 000 años cuando estos pueblos llegaron a Sahul (el supercontinente formado por la actual Australia y Nueva Guinea). El nivel del mar subió y aisló Nueva Guinea hace unos 10 000 años, pero los aborígenes australianos y los papúes divergieron genéticamente entre sí antes, unos 37 000 años antes de Cristo. El genetista evolutivo Svante Pääbo descubrió que los habitantes de Nueva Guinea comparten entre el 4 % y el 7 % de su genoma con los denisovanos, lo que indica que los antepasados de los papúes se cruzaron en Asia con estos homínidos arcaicos.
La agricultura se desarrolló de forma independiente en las tierras altas de Nueva Guinea en torno al 7000 a. C., lo que la convierte en una de las pocas zonas del mundo donde se domesticaron plantas de forma independiente. En torno al 500 a. C. se produjo una importante migración de pueblos de habla austronesia a las regiones costeras de Nueva Guinea. Esto se ha relacionado con la introducción de la cerámica, los cerdos y ciertas técnicas de pesca.
En el siglo XVIII, los comerciantes trajeron la batata a Nueva Guinea, donde fue adoptada y se convirtió en un alimento básico. Los comerciantes portugueses la habían obtenido de Sudamérica y la introdujeron en las Molucas. El rendimiento mucho mayor de los cultivos de batata transformó radicalmente la agricultura y las sociedades tradicionales. La batata sustituyó en gran medida al taro, el alimento básico anterior, y provocó un aumento significativo de la población en las tierras altas.
Aunque a finales del siglo XX la caza de cabezas y el canibalismo estaban prácticamente erradicados, en el pasado se practicaban en muchas partes del país como parte de rituales relacionados con la guerra y la toma de espíritus o poderes enemigos. En 1901, en la isla de Goaribari, en el golfo de Papúa, el misionero Harry Dauncey encontró 10 000 cráneos en las casas largas de la isla, una muestra de las prácticas del pasado. Según Marianna Torgovnick, que escribió en 1991: «Los casos más documentados de canibalismo como institución social proceden de Nueva Guinea, donde la caza de cabezas y el canibalismo ritual sobrevivieron, en ciertas zonas aisladas, hasta los años cincuenta, sesenta y setenta, y aún dejan rastros dentro de ciertos grupos sociales».

### Exploración de Portugal y España
El portugués Jorge de Meneses, que exploró la costa norte y las islas costeras en 1526/27, es considerado el descubridor europeo de la isla.
En 1545, el español Íñigo Ortiz de Retez desembarcó y bautizó la isla con el nombre de «Nueva Guinea» porque la costa le recordaba a la de Guinea en África, por la que había navegado anteriormente.
En 1623, el neerlandés Jan Carstenszoon cartografió amplias zonas de la costa por encargo de la Compañía Holandesa de las Indias Orientales. A partir de entonces, la Compañía Holandesa de las Indias Orientales mantuvo contactos comerciales y de poder político con la región y el sultanato de Tidore.

### Colonización de Alemania y el Reino Unido

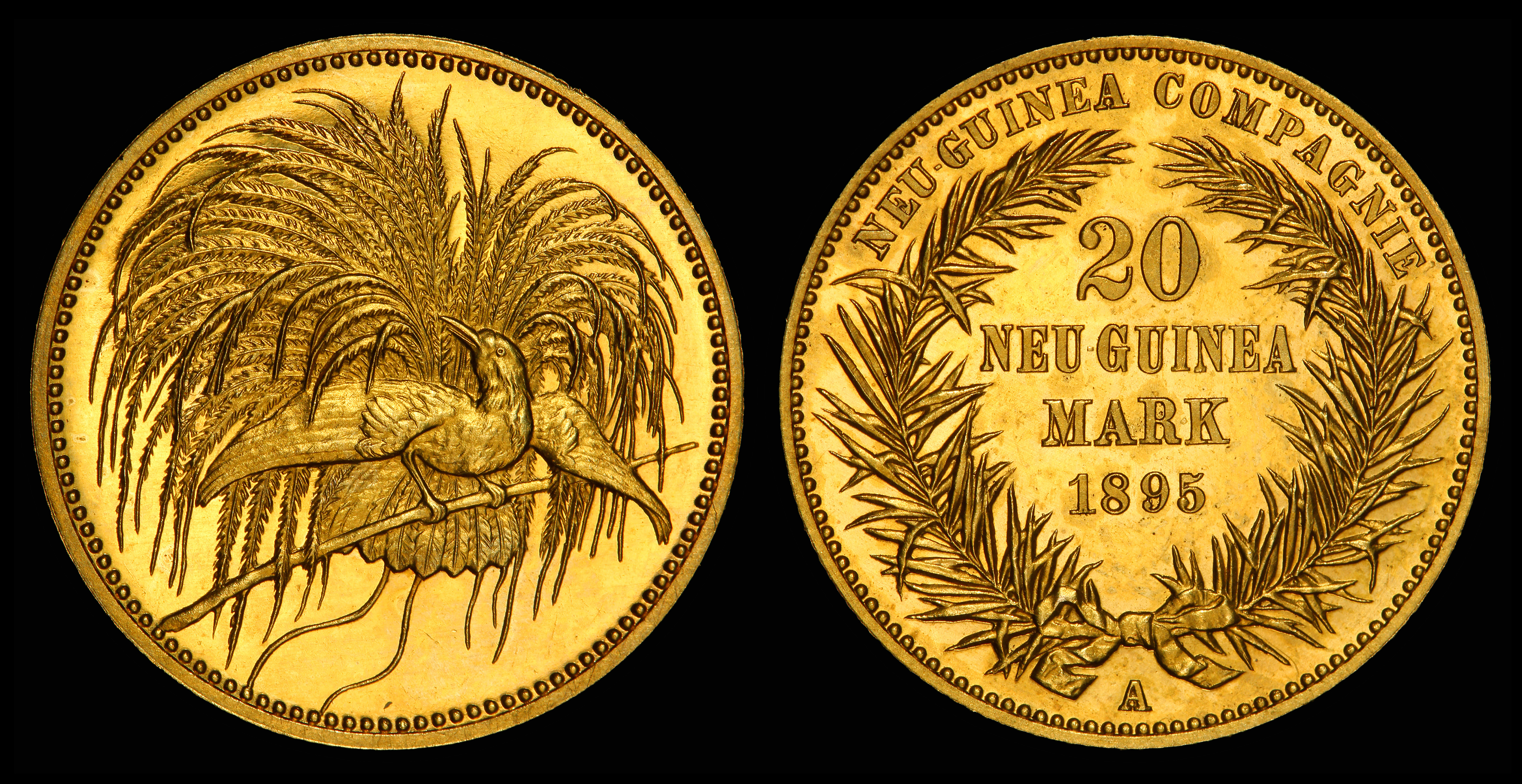
Moneda de oro de 20 marcos emitida por la Compañía Alemana de Nueva Guinea en 1895.

Los holandeses tomaron posesión de la parte occidental de la isla de Nueva Guinea en 1828, mientras que la parte oriental permaneció intacta a los esfuerzos coloniales. Hacia 1860, la empresa Johan Cesar Godeffroy & Sohn, de Hamburgo, empezó a comerciar con copra y otros productos del coco en la costa norte del este de Nueva Guinea para satisfacer la enorme demanda europea de copra. Esta empresa estableció en 1855 una factoría en Valparaíso, en las vecinas Islas Salomón, y cubrió los Mares del Sur con una red de 45 sucursales y agencias. En la parte oriental de Nueva Guinea, J.C. Godeffroy & Son estableció más sucursales. Capitanes alemanes y el ornitólogo Otto Finsch tomaron posesión de zonas de la costa norte de Nueva Guinea Oriental izando banderas. Las compañías británicas también intentaron tomar posesión de Nueva Guinea Oriental.
El doble nombre del país se debe a su compleja historia administrativa anterior a la independencia. En el siglo XIX, Alemania gobernó la mitad norte del país durante algunas décadas, a partir de 1884, como una colonia llamada Nueva Guinea Alemana. En 1914, tras el estallido de la Primera Guerra Mundial, las fuerzas australianas capturaron Nueva Guinea Alemana y la ocuparon durante toda la guerra. Tras la guerra, en la que Alemania y las Potencias Centrales fueron derrotadas, la Sociedad de Naciones autorizó a Australia a administrar esta zona como territorio bajo mandato de la Sociedad de Naciones, que se convirtió en el Territorio de Nueva Guinea.

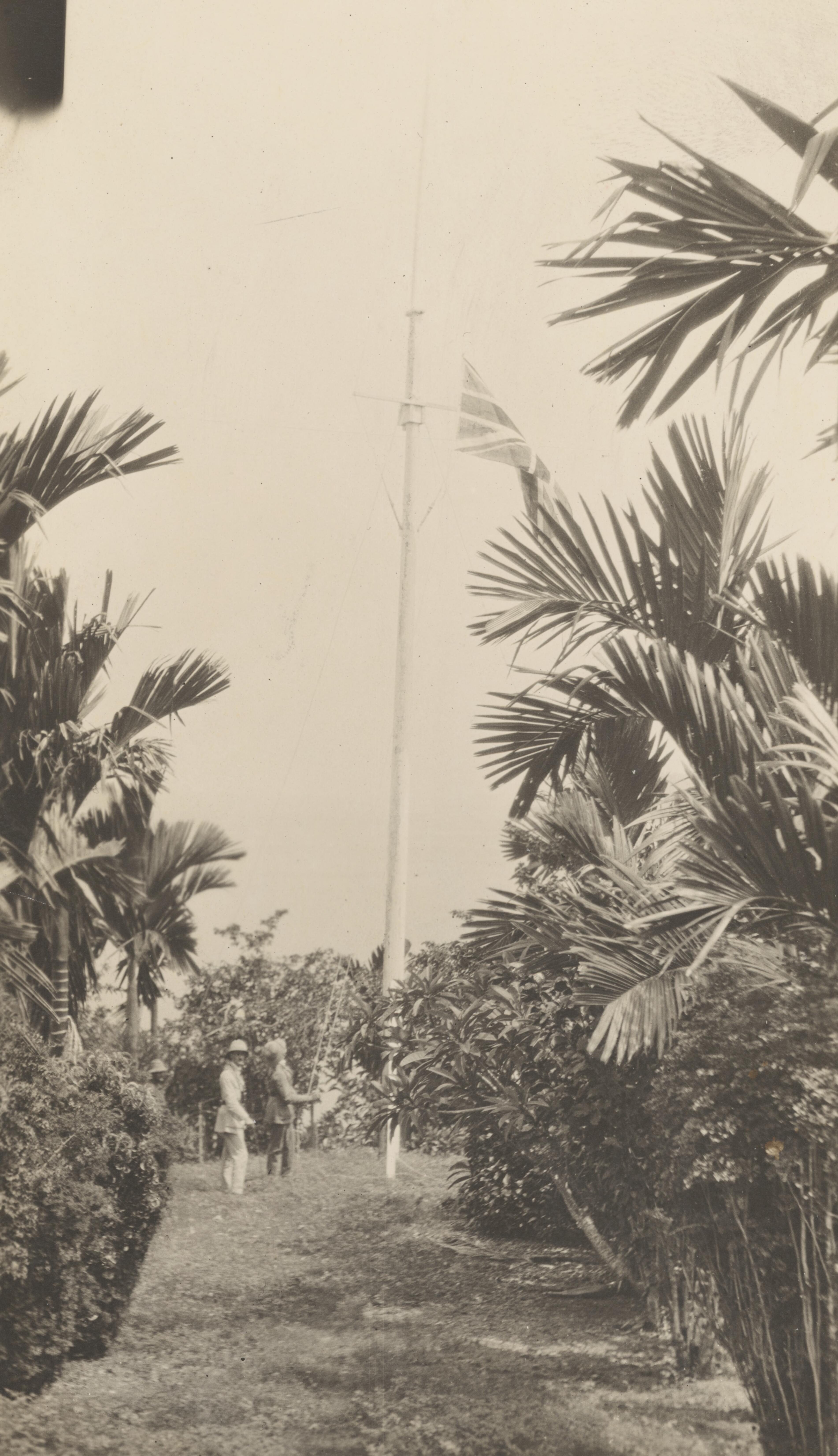
Militares Australianos enarbolando la Bandera Británica en Kieta tras la toma de la estación de la Nueva Guinea Alemana en 1914.

También en 1884, la parte sur del país se convirtió en protectorado británico. En 1888 fue anexionada, junto con algunas islas adyacentes, por Gran Bretaña como Nueva Guinea Británica. En 1902, Papúa pasó a depender del nuevo dominio británico de Australia. Con la aprobación de la Ley de Papúa de 1905, la zona pasó a denominarse oficialmente Territorio de Papúa, y la administración australiana se formalizó en 1906. A diferencia del establecimiento de un mandato australiano en la antigua Nueva Guinea alemana, la Sociedad de Naciones determinó que Papúa era un territorio exterior de la Commonwealth australiana; como cuestión de derecho, seguía siendo una posesión británica. La diferencia de estatus legal significó que, hasta 1949, Papúa y Nueva Guinea tenían administraciones totalmente separadas, ambas controladas por Australia. Estas condiciones contribuyeron a la complejidad de la organización del sistema jurídico del país tras la independencia.

### Segunda Guerra Mundial
Durante la Segunda Guerra Mundial, la campaña de Nueva Guinea (1942-1945) fue una de las principales campañas y conflictos militares entre Japón y los Aliados. Murieron aproximadamente 216 000 militares japoneses, australianos y estadounidenses. Tras la Segunda Guerra Mundial y la victoria de los Aliados, los dos territorios se unieron en el Territorio de Papúa y Nueva Guinea. Más tarde se denominó «Papúa Nueva Guinea».
Los nativos de Papúa apelaron a las Naciones Unidas en busca de supervisión e independencia. La nación se independizó de Australia el 16 de septiembre de 1975, convirtiéndose en un reino de la Commonwealth, que sigue compartiendo al monarca británico como jefe de Estado. Mantiene estrechos lazos con Australia, que sigue siendo su mayor donante de ayuda. Papúa Nueva Guinea fue admitida como miembro de las Naciones Unidas el 10 de octubre de 1975.

### Bougainville
Una revuelta secesionista en 1975-76 en la isla Bougainville dio lugar a una modificación de última hora del proyecto de Constitución de Papúa Nueva Guinea para permitir que Bougainville y los otros dieciocho distritos tuvieran un estatus cuasi-federal como provincias. En 1988 se produjo un nuevo levantamiento en Bougainville, que se cobró 20 000 vidas hasta que se resolvió en 1997. Bougainville había sido la principal región minera del país, generando el 40 % del presupuesto nacional. Los pueblos autóctonos consideraban que estaban soportando los efectos medioambientales adversos de la minería, que contaminaba la tierra, el agua y el aire, sin obtener una participación justa en los beneficios.
El gobierno y los rebeldes negociaron un acuerdo de paz que estableció el Distrito y la Región Autónoma de Bougainville. La Bougainville autónoma eligió presidente a Joseph Kabui en 2005, que ocupó el cargo hasta su muerte en 2008. Le sucedió su adjunto John Tabinaman como presidente en funciones mientras se organizaban unas elecciones para cubrir el mandato restante. James Tanis ganó esas elecciones en diciembre de 2008 y ocupó el cargo hasta la toma de posesión de John Momis, ganador de las elecciones de 2010. Como parte del actual acuerdo de paz, se celebró un referéndum de independencia no vinculante, entre el 23 de noviembre y el 7 de diciembre de 2019. La pregunta del referéndum consistía en elegir entre una mayor autonomía dentro de Papúa Nueva Guinea y la plena independencia de Bougainville, y los votantes votaron abrumadoramente (98,31 %) a favor de la independencia. Las negociaciones entre el gobierno de Bougainville y Papúa Nueva Guinea nacional sobre el camino hacia la independencia de Bougainville comenzaron tras el referéndum, y continúan aún en desarrollo.

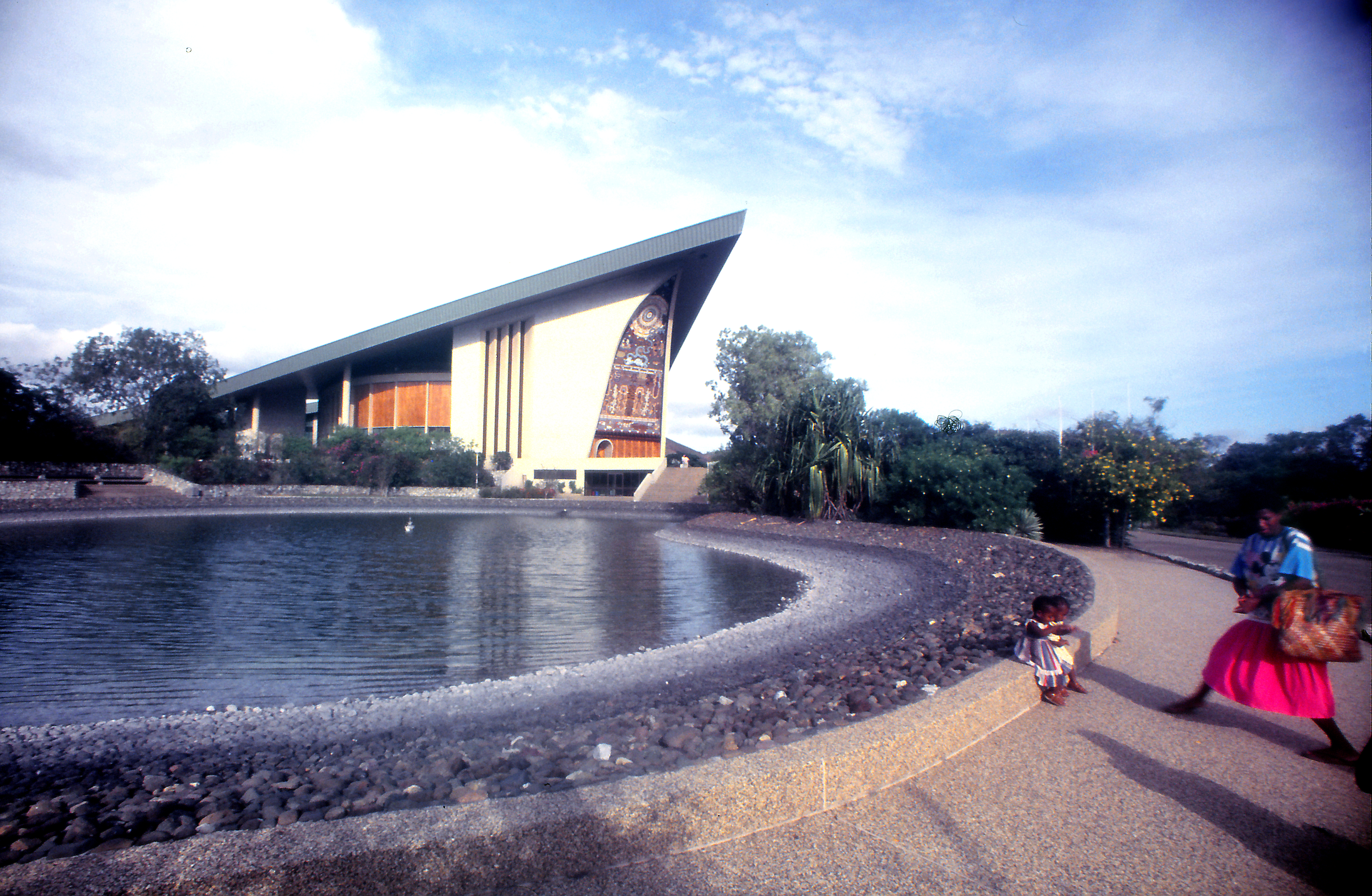
Parlamento de Papúa Nueva Guinea.

## Política
Papúa Nueva Guinea es una monarquía parlamentaria con una democracia parlamentaria. Como reino dentro de la Mancomunidad de Naciones, se reconoce como jefe de Estado al monarca del Reino Unido, representado por un gobernador general. Este gobernador es elegido por el Parlamento, nombrado a su vez por el rey, y participa principalmente en ceremonias oficiales.
El primer ministro encabeza el gabinete, que está compuesto por treinta y un miembros del Parlamento de la coalición gobernante. El actual primer ministro es James Marape. El Parlamento Nacional unicameral tiene 111 escaños, de los cuales veintidós están ocupados por los gobernadores de las veintidós provincias y el Distrito Capital Nacional. Los candidatos a miembros del parlamento se votan cuando el primer ministro pide al gobernador general que convoque una elección nacional, un máximo de cinco años después de la elección nacional anterior.
En los primeros años de la independencia, la inestabilidad del sistema de partidos llevó a frecuentes mociones de censura en el parlamento, con los consiguientes cambios de gobierno, pero con remisión al electorado, a través de elecciones nacionales realizadas cada cinco años. En los últimos años, los sucesivos gobiernos han aprobado leyes que impiden tales votaciones antes de los dieciocho meses posteriores a una elección nacional y dentro de los doce meses posteriores a las próximas elecciones. En 2012, se aprobaron las dos primeras (de tres) lecturas para evitar mociones de censura durante los primeros treinta meses. Esta restricción a los votos de censura posiblemente ha resultado en una mayor estabilidad, aunque a costa de reducir la responsabilidad del poder ejecutivo del gobierno.
Las elecciones en Papúa Nueva Guinea atraen a numerosos candidatos. Después de la independencia en 1975, los miembros fueron elegidos por escrutinio mayoritario uninominal, y con frecuencia los ganadores obtuvieron menos del 15 % de los votos. Las reformas electorales de 2001 introdujeron el sistema de Voto Preferencial Limitado (LPV), una versión de la votación de segunda vuelta instantánea. Las elecciones generales de 2007 fueron las primeras que se llevaron a cabo utilizando este sistema.

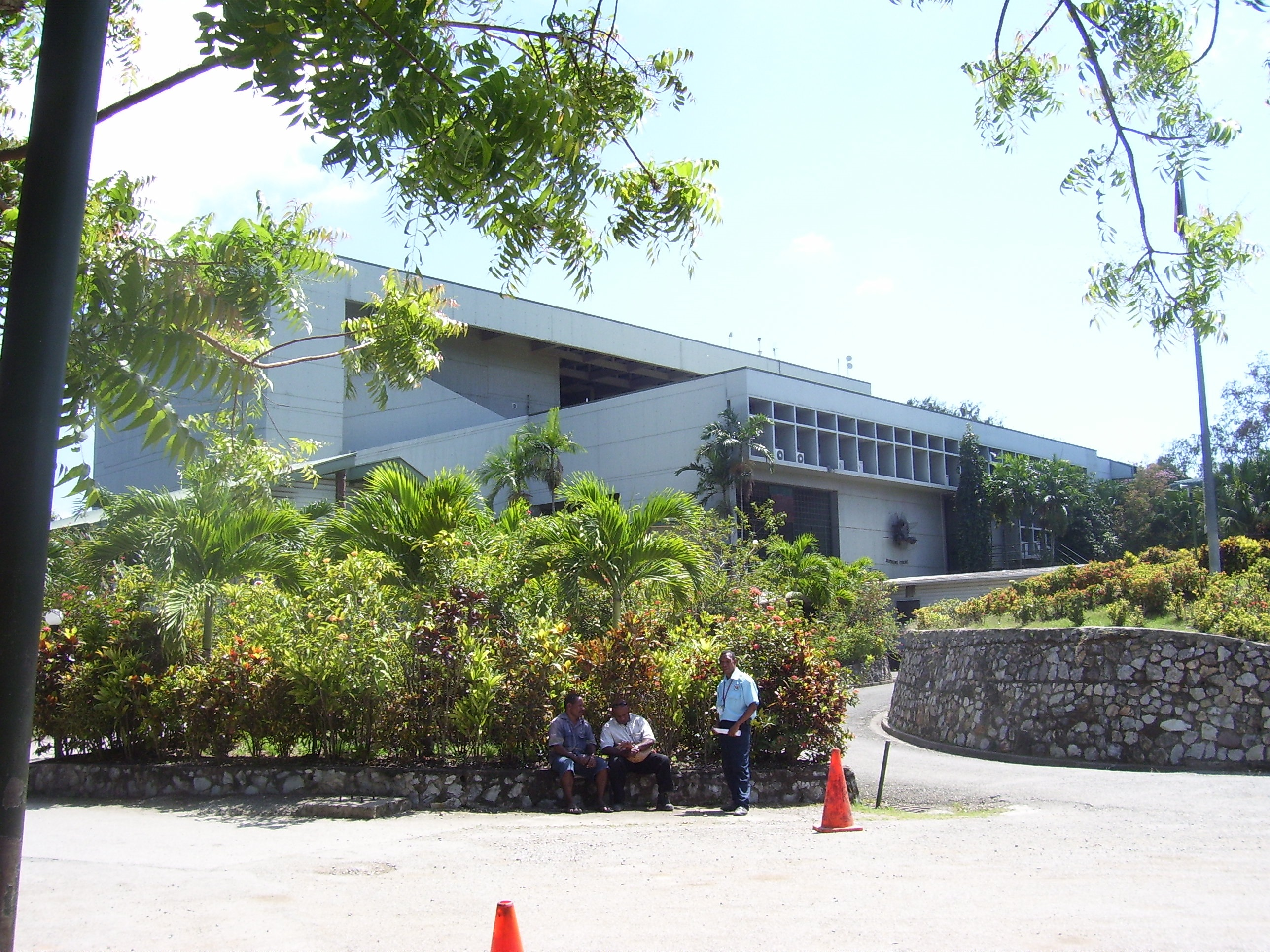
Corte Suprema de Papúa Nueva Guinea.

En virtud de una enmienda de 2002, el gobernador general invita al líder del partido que obtenga el mayor número de escaños en las elecciones a formar el gobierno, si puede reunir la mayoría necesaria en el parlamento. El proceso de formación de una coalición de este tipo en Papúa Nueva Guinea, donde los partidos no suelen tener muchas posiciones ideológicas, implica un complejo sistema de intercambio de votos. Peter O'Neill emergió como primer ministro de Papúa Nueva Guinea después de las elecciones de julio de 2012 y formó un gobierno con Leo Dion, exgobernador de la provincia de Nueva Bretaña Oriental, como vice primer ministro.
En 2011 hubo una crisis constitucional entre el primer ministro electo por el parlamento, Peter O'Neill (votado por una gran mayoría de parlamentarios) y Michael Somare, a quien la Corte Suprema consideró que conservaba el cargo. El enfrentamiento entre el parlamento y la corte suprema continuó hasta las elecciones nacionales de julio de 2012, cuando se aprobó una legislación que destituyó al presidente del Tribunal Supremo y sometió a los miembros de la corte suprema a un mayor control por parte de la legislatura, así como una serie de leyes aprobadas, por ejemplo limitando la edad para un primer ministro. El enfrentamiento alcanzó su punto máximo con el vice primer ministro ingresando a la corte suprema durante una audiencia, escoltado por la policía, aparentemente para arrestar al presidente del Tribunal Supremo. Hubo una fuerte presión entre algunos diputados para aplazar las elecciones nacionales de seis meses a un año más, aunque sus poderes para hacerlo fueron cuestionables. El primer ministro electo del parlamento y otros parlamentarios más moderados llevaron los votos para que se emitieran los escritos para la nueva elección, con el fin de terminar la crisis constitucional.
En mayo de 2019, O'Neill renunció como primer ministro y fue reemplazado por votación del Parlamento por James Marape. Marape fue un ministro importante en el gobierno de O'Neill y su deserción del gobierno al campo de la oposición finalmente llevó a la renuncia de O'Neill. Davis Steven fue nombrado vice primer ministro, ministro de justicia y fiscal general.

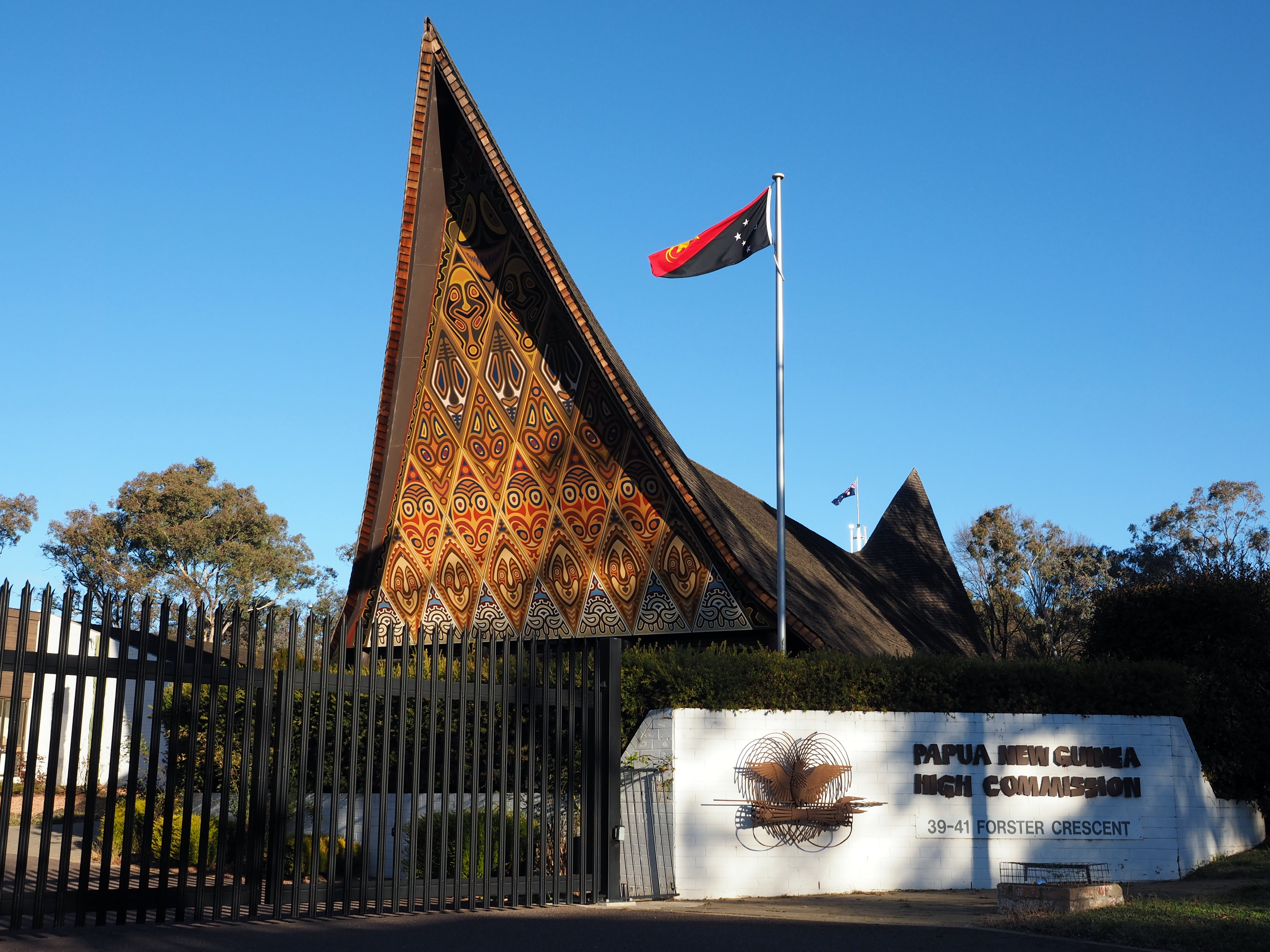
Embajada de Papúa Nueva Guinea en Australia.

### Leyes
El Parlamento que es de tipo unicameral promulga la legislación de la misma manera que en otros reinos de la Commonwealth que utilizan el sistema de gobierno de Westminster. El gabinete acuerda colectivamente la política gubernamental, y luego el ministro correspondiente presenta proyectos de ley al Parlamento, dependiendo del departamento gubernamental responsable de la aplicación de una ley concreta. Los miembros de la bancada del Parlamento también pueden presentar proyectos de ley. El Parlamento debate los proyectos de ley y (artículo 110.1 de la Constitución) se convierten en leyes promulgadas cuando el Presidente certifica que el Parlamento las ha aprobado. No hay asentimiento real.
Todas las leyes ordinarias promulgadas por el Parlamento deben ser compatibles con la Constitución. Los tribunales son competentes para pronunciarse sobre la constitucionalidad de las leyes, tanto en los litigios que se les plantean como en los casos en los que no hay litigio, sino solo una cuestión jurídica abstracta. De forma inusual entre los países en desarrollo, el poder judicial de Papúa Nueva Guinea ha mantenido una notable independencia, y los sucesivos gobiernos ejecutivos han seguido respetando su autoridad.
El «derecho subyacente» (el derecho común de Papúa Nueva Guinea) está formado por los principios y normas del derecho común y de la equidad en inglés, tal y como estaban vigentes el 16 de septiembre de 1975 (fecha de la independencia), y posteriormente las decisiones de los propios tribunales de Papúa Nueva Guinea. La Constitución y, posteriormente, la Ley de Derecho Fundamental, obligan a los tribunales a tomar nota de las «costumbres» de las comunidades tradicionales. Deben determinar qué costumbres son comunes a todo el país y pueden ser declaradas también parte del derecho subyacente. En la práctica, esto ha resultado difícil y se ha descuidado en gran medida. Las leyes se adaptan en gran medida de las jurisdicciones extranjeras, principalmente de Australia e Inglaterra. La defensa en los tribunales sigue el modelo adversarial de otros países de derecho consuetudinario. Este sistema judicial nacional, utilizado en las ciudades, se apoya en un sistema de tribunales de pueblo en las zonas más remotas. El derecho en el que se basan los tribunales de las aldeas es el «derecho consuetudinario».

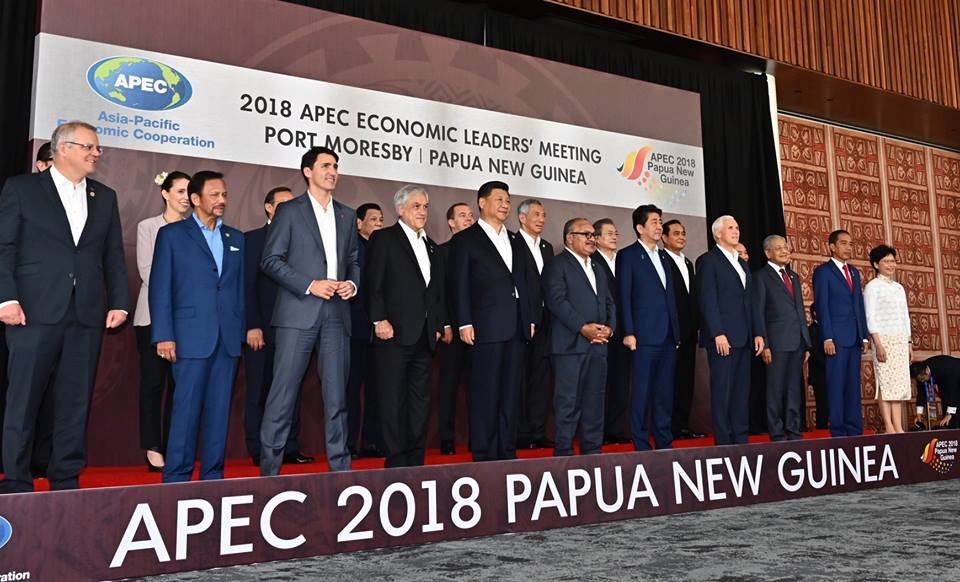
Cumbre de la APEC de 2018 celebrada en Papúa Nueva Guinea.

### Relaciones exteriores
Papúa Nueva Guinea es miembro de la Mancomunidad de Naciones, de la Comunidad del Pacífico, del Foro de las Islas del Pacífico y del Grupo de Países de la Melanesia (MSG). Obtuvo el estatus de observador en la ASEAN en 1976, y más tarde el de observador especial en 1981. También es miembro de la APEC y país ACP, asociado a la Unión Europea.
Papúa Nueva Guinea apoyó el control de Indonesia sobre Nueva Guinea Occidental, el foco del conflicto de Papúa, donde, según se informa, las fuerzas de seguridad indonesias han cometido numerosas violaciones de los derechos humanos. En septiembre de 2017, Papúa Nueva Guinea rechazó la petición de independencia de Papúa Occidental en la Asamblea General de la ONU.

### Derechos humanos

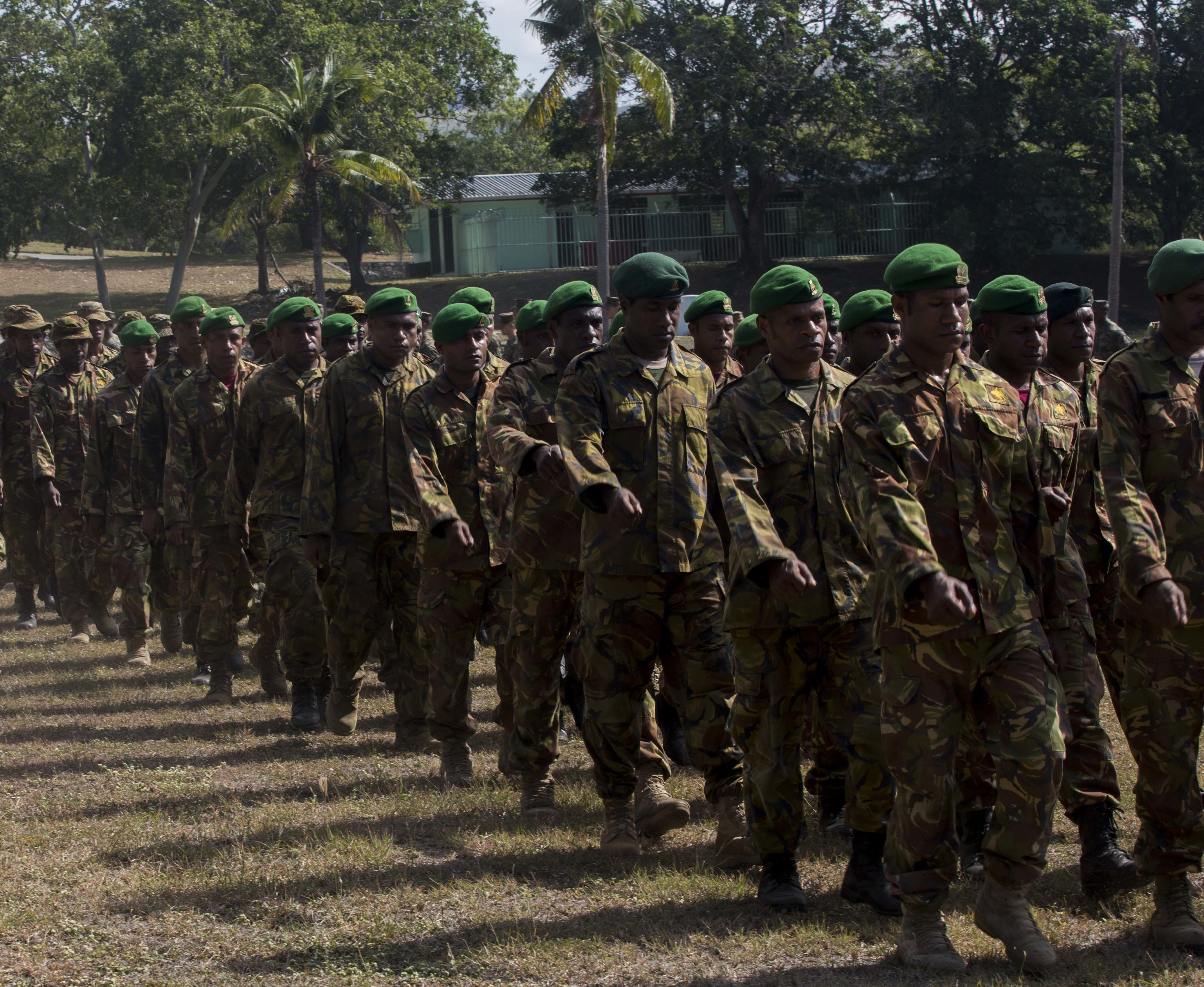
Efectivos de la Fuerza de Defensa de Papúa Nueva Guinea.

En materia de derechos humanos, respecto a la pertenencia a los siete organismos de la Carta Internacional de Derechos Humanos, que incluyen al Comité de Derechos Humanos (HRC), Papúa Nueva Guinea ha firmado o ratificado:
| Papúa Nueva Guinea | Tratados internacionales | Tratados internacionales  | Tratados internacionales | Tratados internacionales | Tratados internacionales | Tratados internacionales | Tratados internacionales  | Tratados internacionales | Tratados internacionales  | Tratados internacionales  | Tratados internacionales  | Tratados internacionales | Tratados internacionales  | Tratados internacionales  | Tratados internacionales | Tratados internacionales  | Tratados internacionales  | Tratados internacionales |
| --- | --- | ------------------------- | --- | ------------------------ | ------------------------ | --- | ------------------------- | --- | ------------------------- | ------------------------- | ------------------------- | ------------------------ | ------------------------- | ------------------------- | ------------------------ | ------------------------- | ------------------------- | ------------------------ |
| Papúa Nueva Guinea | CESCR | CESCR                     | CCPR | CCPR                     | CCPR                     | CERD | CED                       | CEDAW | CEDAW                     | CAT                       | CAT                       | CRC                      | CRC                       | CRC                       | CRC                      | MWC                       | CRPD                      | CRPD                     |
| Papúa Nueva Guinea | CESCR | CESCR-OP                  | CCPR | CCPR-OP1                 | CCPR-OP2-DP              | CERD | CED                       | CEDAW | CEDAW-OP                  | CAT                       | CAT-OP                    | CRC                      | CRC-OP-AC                 | CRC-OP-SC                 | CRC-OP-CP                | MWC                       | CRPD                      | CRPD-OP                  |
| Pertenencia | Papúa Nueva Guinea ha reconocido la competencia de recibir y procesar comunicaciones individuales por parte de los órganos competentes. | Ni firmado ni ratificado. | Papúa Nueva Guinea ha reconocido la competencia de recibir y procesar comunicaciones individuales por parte de los órganos competentes. | Sin información.         | Sin información.         | Papúa Nueva Guinea ha reconocido la competencia de recibir y procesar comunicaciones individuales por parte de los órganos competentes. | Ni firmado ni ratificado. | Papúa Nueva Guinea ha reconocido la competencia de recibir y procesar comunicaciones individuales por parte de los órganos competentes. | Ni firmado ni ratificado. | Ni firmado ni ratificado. | Ni firmado ni ratificado. | Firmado y ratificado.    | Ni firmado ni ratificado. | Ni firmado ni ratificado. | Sin información.         | Ni firmado ni ratificado. | Ni firmado ni ratificado. | Sin información.         |
| Firmado y ratificado, firmado, pero no ratificado, ni firmado ni ratificado, sin información, ha accedido a firmar y ratificar el órgano en cuestión, pero también reconoce la competencia de recibir y procesar comunicaciones individuales por parte de los órganos competentes. | |                           | |                          |                          | |                           | |                           |                           |                           |                          |                           |                           |                          |                           |                           |                          |

### Defensa
La Fuerza de Defensa de Papúa Nueva Guinea (Papua New Guinea Defence Force) es la organización militar responsable de la defensa de Papúa Nueva Guinea. Consta de tres alas. El Elemento Terrestre, una fuerza terrestre formada por el Real Regimiento de las Islas del Pacífico, una pequeña unidad de fuerzas especiales, un batallón de ingenieros y otras tres pequeñas unidades dedicadas principalmente a las señales y la sanidad, así como una academia militar, se ocupa de la defensa de la nación en tierra. El Elemento Aéreo es un pequeño escuadrón de aviones; su propósito es el transporte para las otras alas militares.
El Elemento Marítimo es una pequeña armada compuesta por cuatro patrulleras de clase Pacífico, tres lanchas de desembarco ex australianas de clase Balikpapan y una patrullera de clase Guardián. Una de las lanchas de desembarco se utiliza como buque escuela. En Australia se están construyendo otras tres patrulleras de la clase Guardian, que sustituirán a los antiguos buques de la clase Pacific. Las principales tareas del elemento marítimo son el patrullaje de las aguas costeras y el transporte del elemento terrestre. Papúa Nueva Guinea tiene una zona económica exclusiva tan extensa que las patrullas de las pequeñas lanchas patrulleras de la clase Pacific, a menudo inservibles por falta de fondos, son ineficaces, por lo que el Elemento Marítimo depende en gran medida de las imágenes por satélite para la vigilancia de sus aguas. Este problema se corregirá parcialmente cuando entren en servicio todas las patrulleras más grandes de la clase Guardian.

## Organización político-administrativa

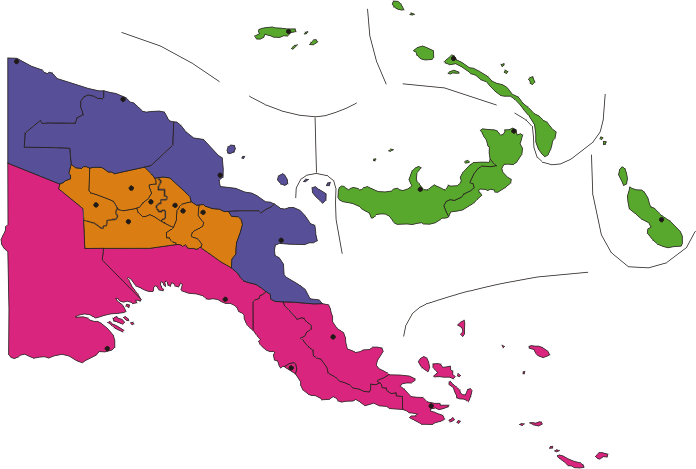
Las cuatro regiones del país, con las divisiones provinciales:
Tierras Altas (Highlands)
Islas (Islands)
Momase (Momase)
Papúa o Sur (Papua o Southern)

### Regiones
Las 22 provincias están agrupadas en cuatro regiones. Si bien constituyen las divisiones geográficas más extensas del país, no tienen funciones administrativas ni políticas. Las cuatro regiones de Papúa Nueva Guinea y sus respectivas provincias son:
- Región de las Tierras Altas: Hela, Jiwaka, Simbu, Tierras Altas Orientales, Enga, Tierras Altas del Sur, y Tierras Altas Occidentales.
- Región de las Islas: Nueva Bretaña Oriental, Manus, Nueva Irlanda, Bougainville, y Nueva Bretaña Occidental.
- Región de Momase: Sepik Oriental, Madang, Morobe, y Sandaun o Sepik Occidental.
- Región de Papúa: Central, Golfo, Milne Bay, Oro, Occidental y el Distrito Capital Nacional.

### Provincias

Provincias de Papúa Nueva Guinea.

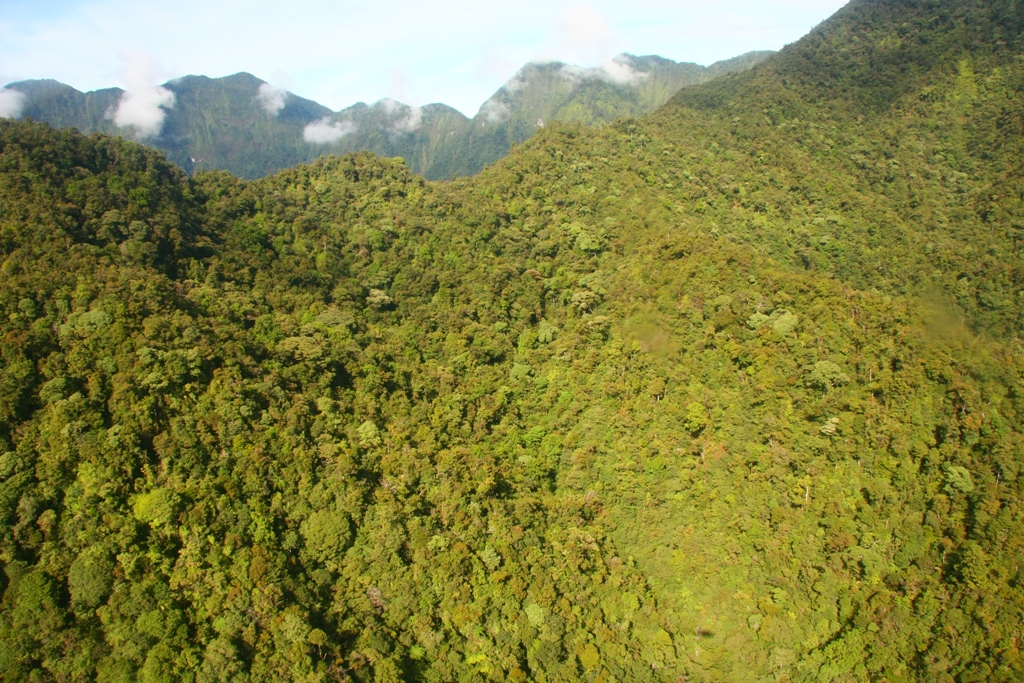
Tierras Altas del Sur

Papúa Nueva Guinea está dividida en veinte provincias, una región autónoma (Bougainville) y el Distrito Capital Nacional de Papúa Nueva Guinea.
1. Central
2. Simbu
3. Tierras Altas Orientales
4. Nueva Bretaña Oriental
5. Sepik Oriental
6. Enga
7. Golfo
8. Madang
9. Manus
10. Milne Bay
11. Morobe
12. Nueva Irlanda
13. Oro
14. Bougainville
15. Tierras Altas del Sur
16. Occidental
17. Tierras Altas Occidentales
18. Nueva Bretaña Occidental
19. Sandaun
20. Distrito Capital
21. Hela
22. Jiwaka

## Geografía
Papúa Nueva Guinea es la mayor de las naciones insulares del océano Pacífico. Está formada por la mitad oriental de la isla de Nueva Guinea, las islas más occidentales del archipiélago de las islas Salomón, que incluyen la isla de Bougainville, y el archipiélago Bismarck, que incluye Nueva Irlanda, Nueva Bretaña, Nueva Holanda y unas 600 islas pequeñas dispersas en los mares de Bismarck y Salomón. Este conjunto se encuentra ubicado entre el sudeste de Asia y el oeste de Oceanía, en el límite occidental del océano Pacífico, entre el mar de Coral y el océano Pacífico, al este de Indonesia. 
La superficie total de Papúa Nueva Guinea es de 462 840 km², de los cuales, 452 860 km² son de tierra y 9980 km² son de agua. Su línea costera tiene 5152 km de longitud. Tiene una frontera terrestre, de 820 km de largo, que la separa de la mitad occidental de Nueva Guinea, la provincia de Papúa, perteneciente a Indonesia. Tiene además límites marítimos con Australia al sur y las Islas Salomón al sureste. 

### Biodiversidad
Muchas especies de aves y mamíferos de Nueva Guinea tienen estrechos vínculos genéticos con las especies correspondientes de Australia. Un rasgo notable en común para las dos masas terrestres es la existencia de varias especies de mamíferos marsupiales, incluidos algunos canguros y zarigüeyas, que no se encuentran en otros lugares. Papúa Nueva Guinea es un país megadiverso.
Muchas de las otras islas del territorio de Papúa Nueva Guinea, como Nueva Bretaña, Nueva Irlanda, Bougainville, las islas del Almirantazgo, las islas Trobriand y el archipiélago de Louisiade, nunca estuvieron unidas a Nueva Guinea por puentes terrestres. Como consecuencia, tienen su propia flora y fauna; en particular, carecen de muchos de los mamíferos terrestres y aves no voladoras que son comunes a Nueva Guinea y Australia.
Australia y Nueva Guinea son partes del antiguo supercontinente de Gondwana, que empezó a dividirse en continentes más pequeños en el periodo Cretácico, hace entre 65 y 130 millones de años. Australia se separó finalmente de la Antártida hace unos 45 millones de años. Todas las tierras de Australasia albergan la flora antártica, descendiente de la flora del sur de Gondwana, incluyendo las coníferas podocarpa y pino araucaria, y el haya austral de hoja ancha (Nothofagus). Estas familias de plantas todavía están presentes en Papúa Nueva Guinea. Nueva Guinea forma parte de los trópicos húmedos, y muchas plantas de la selva indomalaya se extendieron a través del estrecho desde Asia, mezclándose con las antiguas floras australiana y antártica. Nueva Guinea ha sido identificada como la isla con mayor diversidad florística del mundo, con 13.634 especies conocidas de plantas vasculares.

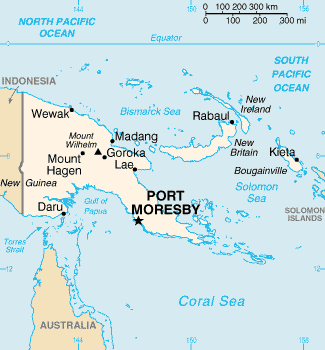
Mapa de Papúa Nueva Guinea.

Papúa Nueva Guinea incluye varias ecorregiones terrestres:
- Bosques húmedos de tierras bajas de las Islas del Almirantazgo: islas boscosas al norte del continente, que albergan una flora distinta.
- Bosques húmedos montanos de la cordillera central
- Bosques lluviosos montanos de la península de Huon
- Bosques lluviosos del archipiélago de Louisiade
- Bosques lluviosos de las tierras bajas de Nueva Bretaña-Nueva Irlanda
- Bosques pluviales montanos de Nueva Bretaña-Nueva Irlanda
- Manglares de Nueva Guinea
- Bosques pluviales de tierras bajas y pantanos de agua dulce del norte de Nueva Guinea
- Bosques pluviales montanos del norte de Nueva Guinea
- Bosques húmedos de las Islas Salomón (incluye la isla de Bougainville y Buka)
- Bosques húmedos del sureste de Papúa
- Bosques pantanosos de agua dulce del sur de Nueva Guinea
- Bosques pluviales de las tierras bajas del sur de Nueva Guinea
- Bosques húmedos de las Islas Trobriand
- Sabanas y praderas transfluviales
- Praderas subalpinas de la cordillera central

A principios de la década de 2010, una expedición dirigida por Australia descubrió tres nuevas especies de mamíferos en los bosques de Papúa Nueva Guinea. Se descubrieron un pequeño ualabí, un ratón de orejas grandes y un marsupial parecido a una musaraña. La expedición también logró capturar fotografías y vídeos de otros animales raros, como el canguro arborícola de Tenkile y el canguro arborícola de Weimang. Casi una cuarta parte de los bosques tropicales de Papúa Nueva Guinea fueron dañados o destruidos entre 1972 y 2002.. Papúa Nueva Guinea obtuvo una puntuación media del Índice de Integridad del Paisaje Forestal de 8,84/10, lo que la sitúa en el puesto 17 de 172 países. Los manglares se extienden a lo largo de la costa, y en el interior está habitada por la palmera nipa (Nypa fruticans), y más al interior la palmera sagú habita en zonas de los valles de los ríos más grandes. Árboles como los robles, los cedros rojos, los pinos y las hayas empiezan a estar presentes de forma predominante en las tierras altas por encima de los 3.300 pies. Papúa Nueva Guinea es rica en varias especies de reptiles, peces autóctonos de agua dulce y aves, pero carece prácticamente de grandes mamíferos

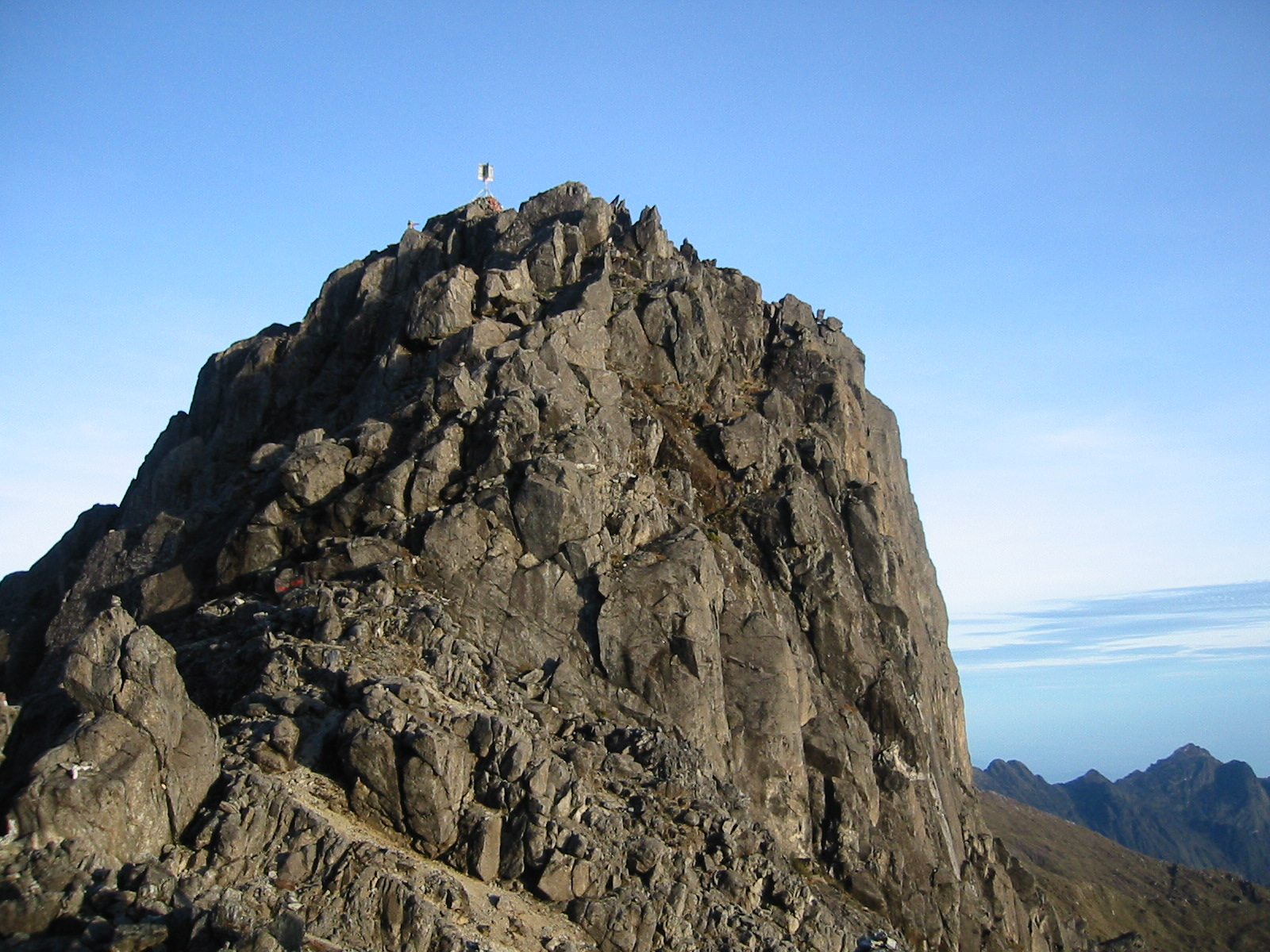
El monte Wilhelm es el punto más alto del país con 4509

### Geología
Toda la isla está atravesada por una cadena montañosa de unos 200 kilómetros de ancho, que se caracteriza por valles escarpados y llanuras inaccesibles. La naturaleza de este país favoreció la formación tribal aislada que tuvo lugar en Nueva Guinea. La montaña más alta de Papúa Nueva Guinea es el monte Wilhelm con 4.509 metros, justo debajo de la línea de nieve durante todo el año.
Los paisajes son extremadamente diversos y variados. En las montañas, que se caracterizan por grandes diferencias de altitud, se encuentran picos montañosos puntiagudos, amplios valles, glaciares, selvas tropicales, volcanes, áreas verdes, bosques de alta montaña y llanuras alpinas. Entre las montañas y la costa hay manglares, sabanas y áreas aluviales fértiles de ríos y selvas tropicales. El río más largo de Papúa Nueva Guinea es el Sepik de 1.126 kilómetros. Extensos arrecifes de coral se encuentran frente a la costa norte.
Después de Groenlandia, Nueva Guinea es la segunda isla más grande del mundo y está extensamente rodeada por numerosos archipiélagos, que pueden dividirse geográficamente en cuatro grupos principales.

### Clima
El clima de la isla es esencialmente tropical, pero varía según la región. La temperatura media máxima en las tierras bajas es de 30 a 32 °C y la mínima de 23-24 °C. En las tierras altas por encima de los 2100 metros, prevalecen las condiciones más frías y las heladas nocturnas son comunes allí, mientras que la temperatura diurna supera los 22 °C, independientemente de la estación.

## Economía

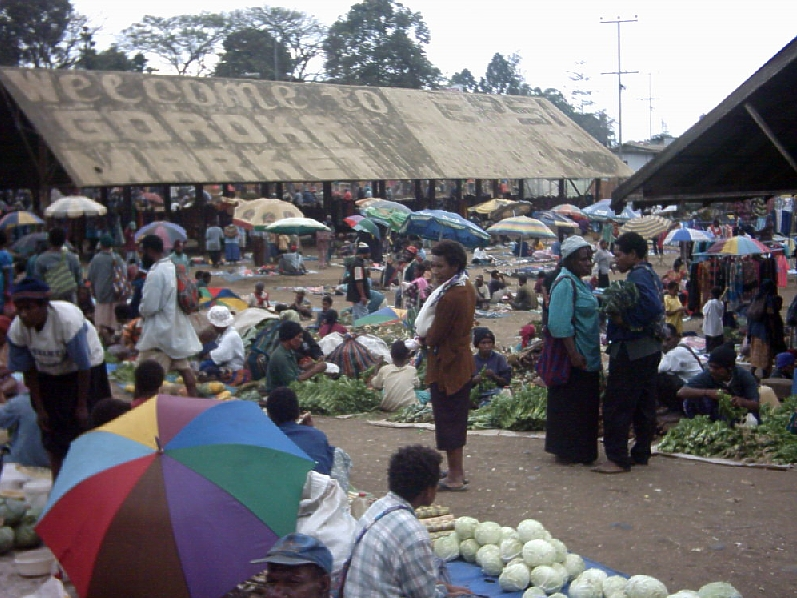
Mercado principal de Goroka.

Papúa Nueva Guinea está dotada de abundantes recursos naturales, incluidos recursos minerales y renovables, como bosques, marinos (incluida una gran parte de las principales poblaciones de atún del mundo) y, en algunas partes, la agricultura. El terreno accidentado, que incluye altas cordilleras y valles, pantanos e islas, y los altos costos de construcción, combinado con otros factores (como sistemas de títulos de propiedad consuetudinarios) dificultan las obras de infraestructura. Los desarrolladores locales se ven obstaculizados inversiones deficientes en materias como educación, salud y acceso al sistema financiero. La agricultura, para cultivos comerciales y de subsistencia, proporciona un medio de vida al 85 % de la población y sigue proporcionando alrededor del 30 % del PIB. Los depósitos minerales, incluidos el oro, el petróleo y el cobre, representan el 72 % de los ingresos por exportaciones.
En años recientes ha tomado cierto auge la industria maderera. La producción de aceite de palma ha crecido de manera constante (en gran medida por fincas y subcontrataciones), convirtiéndose en la principal exportación agrícola. El café sigue siendo el principal cultivo de exportación (producido principalmente en las provincias de las Tierras Altas); seguido por el cacao y el aceite de coco/copra de las zonas costeras, cada uno de ellos producido principalmente por pequeños agricultores; té, producido en fincas; y caucho. El campo Iagifu/Hedinia fue descubierto en 1986 en el cinturón de plegado y empuje de Papúa. La pesca, explotada industrialmente en concesiones a otros países, constituye también una fuente importante de ingresos, pero ha sido afectada por los cambios climáticos de las corrientes marinas del Pacífico.

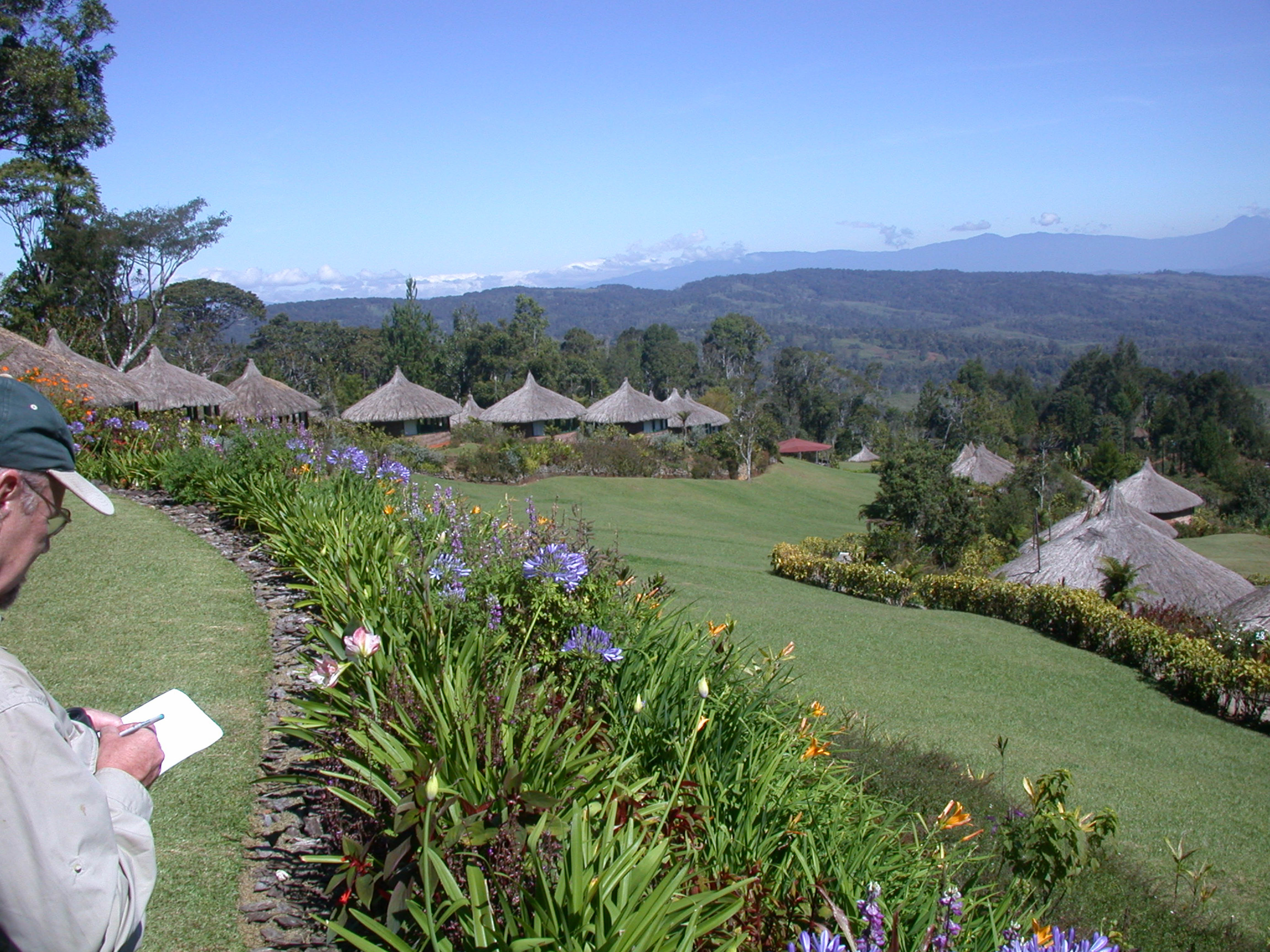
Un complejo turístico en el Archipiélago de Bismarck.

Las ayudas al desarrollo provienen en su mayor parte de Australia, aunque también son de destacar las otorgadas por Japón y la Unión Europea (UE). A pesar de las altas potencialidades del país, en 1995 fue necesaria la intervención del Fondo Monetario Internacional y del Banco Mundial para ajustar un programa de desarrollo, que debió rehacerse en 1997 tras los efectos de la sequía que mermó gravemente la producción de café, cacao, té, azúcar y coco. En la actualidad la situación se ha estabilizado, con un crecimiento en la producción agrícola con una media anual de 3,9 % desde 1999.
En 2019, la tasa de crecimiento del PIB real de Papúa Nueva Guinea fue del 3,8 %, con una tasa de inflación del 4,3 %. Este crecimiento económico se ha atribuido a los altos precios de las materias primas, en particular minerales, pero también agrícolas, con la alta demanda de productos minerales sostenida por los mercados asiáticos, un sector minero en auge y por un panorama optimista y la fase de construcción para la exploración, producción y exportación de gas natural en forma licuada por buques metaneros, los cuales han requerido inversiones multimillonarias en exploración, pozos de producción, oleoductos, almacenamiento, plantas de licuefacción, terminales portuarias y buques.

### Propiedad de la Tierra
El poder legislativo de Papúa Nueva Guinea ha promulgado leyes en las que se reconoce un tipo de tenencia denominado «título consuetudinario de la tierra», lo que significa que las tierras tradicionales de los pueblos indígenas tienen cierta base jurídica para una tenencia inalienable. En teoría, estas tierras consuetudinarias abarcan la mayor parte de las tierras utilizables del país (en torno al 97% de la superficie total); las tierras enajenadas son tierras privadas arrendadas por el Estado o tierras del Estado. Sólo los ciudadanos de Papúa Nueva Guinea pueden poseer títulos de propiedad.

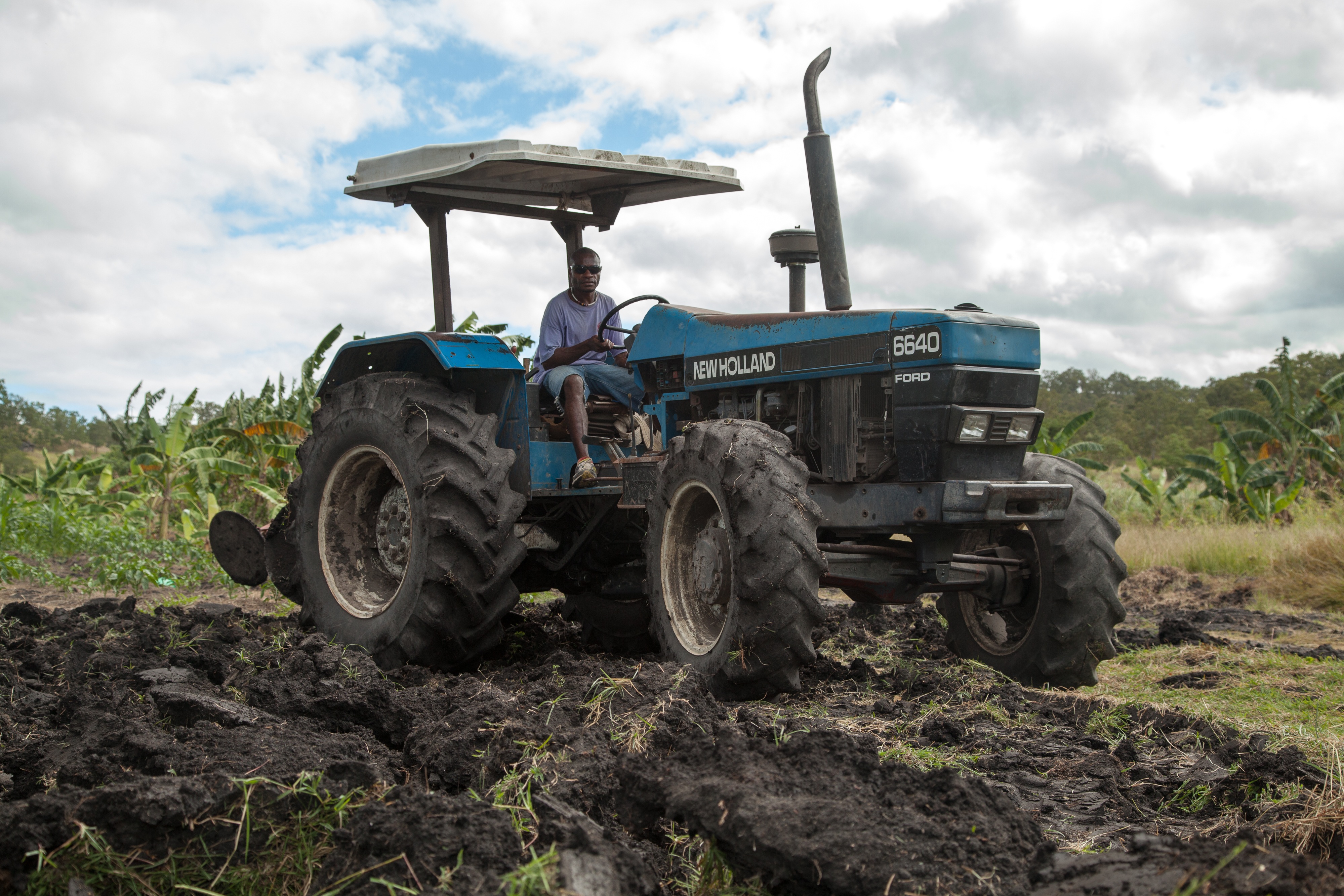
Un tractor en un campo agrícola de Papúa Nueva Guinea.

Sólo un 3% de la tierra de Papúa Nueva Guinea está en manos privadas; se trata de tierras privadas arrendadas por el Estado durante 99 años o de tierras estatales. Prácticamente no existen títulos de propiedad; los pocos títulos de propiedad existentes se convierten automáticamente en arrendamientos estatales cuando se transfieren entre el vendedor y el comprador. Las tierras no enajenadas son propiedad consuetudinaria de los terratenientes tradicionales. La naturaleza exacta del señorío varía de una cultura a otra. Muchos autores describen la tierra como propiedad comunal de los clanes tradicionales; sin embargo, estudios más detallados suelen mostrar que las porciones más pequeñas de tierra cuya propiedad no puede dividirse más están en manos de los jefes individuales de las familias extensas y sus descendientes o de sus descendientes solos si han fallecido recientemente.
Se trata de una cuestión de vital importancia porque un problema del desarrollo económico es identificar a los miembros de los grupos de propietarios consuetudinarios y a los propietarios. Las disputas entre las empresas mineras y forestales y los grupos de terratenientes suelen girar en torno a la cuestión de si las empresas entablaron relaciones contractuales para el uso de la tierra con los verdaderos propietarios. La propiedad consuetudinaria -normalmente la tierra- no puede legarse por testamento. La Ley de Tierras se modificó en 2010 junto con la Ley de Constitución de Grupos de Tierras, con el fin de mejorar la gestión de las tierras estatales, los mecanismos de resolución de conflictos sobre la tierra y permitir a los propietarios consuetudinarios acceder mejor a la financiación y a posibles asociaciones sobre partes de sus tierras, si pretenden desarrollarlas para actividades económicas urbanas o rurales.
La Ley de constitución de grupos de tierras exige una identificación más específica de los propietarios consuetudinarios que hasta ahora y su autorización más específica antes de determinar cualquier acuerdo sobre las tierras; (en los últimos años se ha producido un importante acaparamiento de tierras, utilizando, o más bien haciendo un uso indebido, de la disposición sobre arrendamiento y retroarrendamiento de la Ley del Suelo, en particular utilizando los «arrendamientos especiales agrícolas y comerciales» (SABL) para adquirir grandes extensiones de tierras consuetudinarias, supuestamente para proyectos agrícolas, Sin embargo, en casi todos los casos se trata de un mecanismo encubierto para obtener recursos forestales tropicales destinados a la tala, eludiendo los requisitos más estrictos de la Ley Forestal para la obtención de permisos madereros (que deben cumplir requisitos de sostenibilidad y obtenerse de forma competitiva y con la aprobación de los propietarios consuetudinarios). A raíz de una protesta nacional, estos SABL han sido objeto de una Comisión de Investigación, creada a mediados de 2011, cuyo informe aún se está esperando para su presentación inicial al primer ministro y al Parlamento.

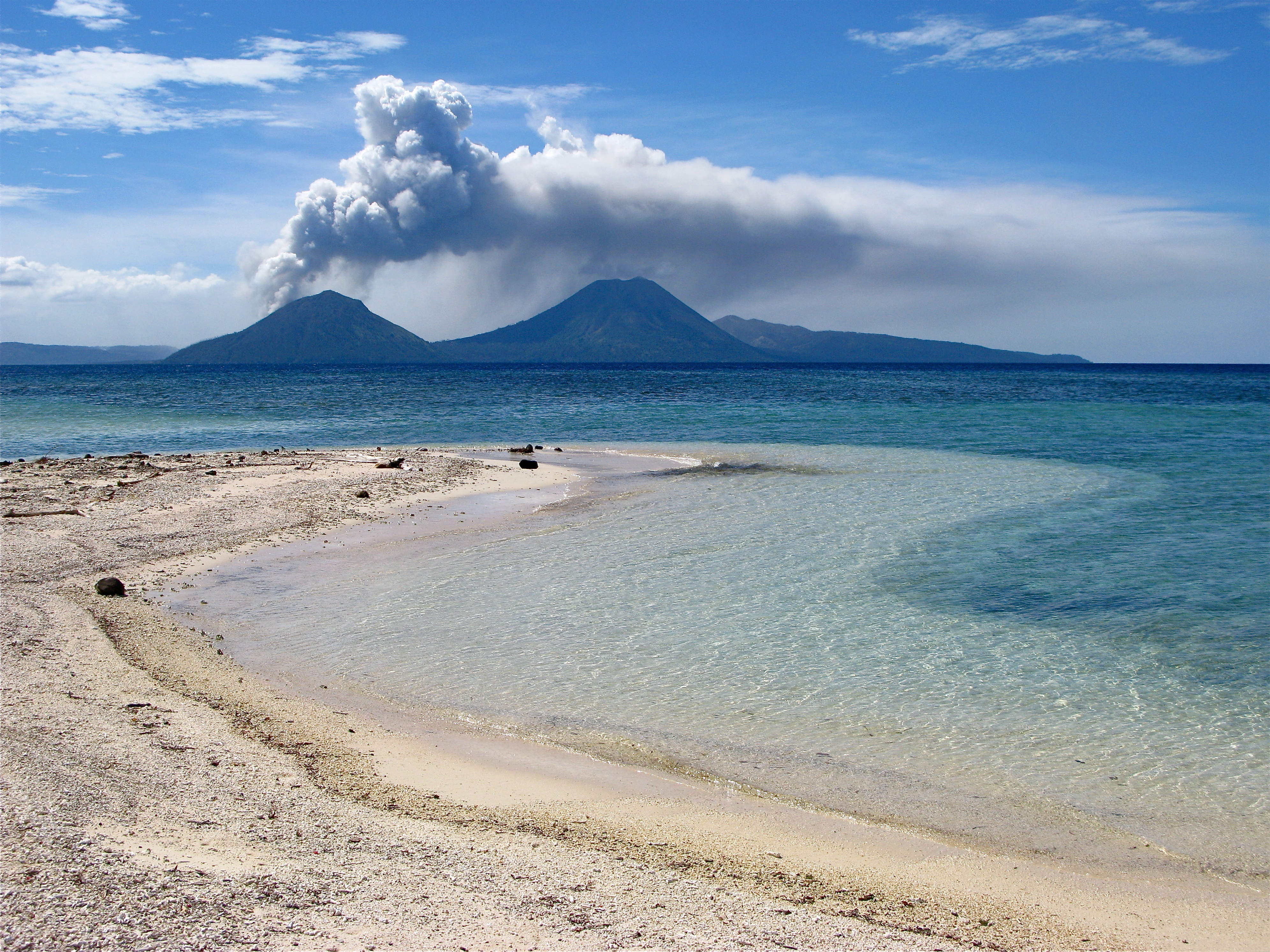
Una playa de Papúa Nueva Guinea con una erupción volcánica al fondo.

### Turismo
El turismo en Papúa Nueva Guinea es una industria incipiente, pero existen atractivos para el visitante potencial que incluyen cultura, mercados, festivales, buceo, surf, senderismo, pesca y una flora y fauna únicas. Papúa Nueva Guinea recibe cada año un mayor número de visitantes, con aproximadamente 184 000 llegadas internacionales en 2015.
En abril de 1883, James Burns y Robert Philp iniciaron una sociedad comercial, originalmente denominada «Burns Philp & Company Limited». Fueron la primera compañía en ofrecer turismo a Nueva Guinea, en 1884, anunciando el «Viaje de excursión a Nueva Guinea». Consistía en un viaje de cinco semanas desde la isla Thursday y ha sido descrito como el «inicio oficial de los cruceros turísticos en el Pacífico Sur». La compañía publicó más tarde un libro titulado Picturesque Travel.
En 1914 se creó el Departamento de Turismo Burns Philp, que anunciaba viajes a Lord Howe y la isla de Norfolk. Ese mismo año se adquirió el Hotel Port Moresby y, unos años más tarde, el Hotel Papua. Burns Philp «mantuvo casi el monopolio de los servicios de pasajeros a Melanesia hasta el estallido de la guerra en el Pacífico». Durante la guerra, el gobierno británico se hizo cargo de parte de la flota de Burns Philp y el buque Macdui fue hundido en Port Moresby en 1942, en su primer viaje como transporte de tropas.

## Transporte
El transporte en Papúa Nueva Guinea está limitado por el terreno montañoso del país. Como resultado, el transporte aéreo es la forma de transporte más importante para el desplazamiento de personas. Los aviones hicieron posible la apertura del país durante su período colonial. Incluso hoy en día, las dos ciudades más grandes, Puerto Moresby y Lae, solo están conectadas directamente por aviones. Puerto Moresby no está conectado por carretera con ninguna de las otras ciudades principales, y a muchas aldeas remotas solo puede llegarse en avioneta o a pie.

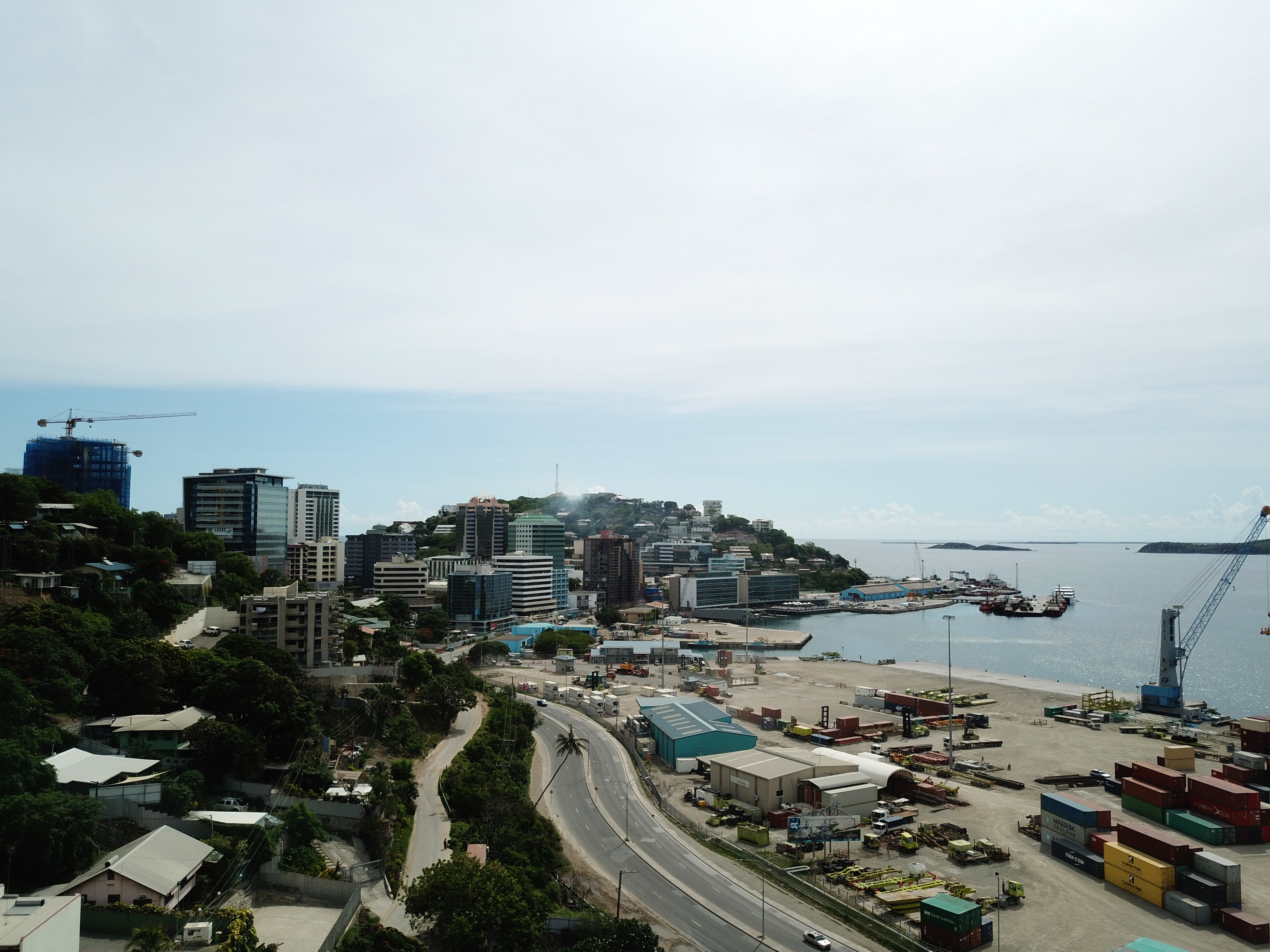
Puerto Moresby.

El Aeropuerto Internacional Jacksons es el principal aeropuerto internacional de Papúa Nueva Guinea, ubicado a ocho kilómetros de Puerto Moresby. Además de dos aeródromos internacionales, Papúa Nueva Guinea tiene 578 pistas de aterrizaje, la mayoría de las cuales no están pavimentadas.
El avión es un medio de transporte muy importante en Papúa Nueva Guinea, tanto para el transporte de personas como de mercancías de gran densidad y valor. 
En 1999, Papúa Nueva Guinea contaba con un total de 19 600 km de carreteras para todo tipo de clima, de los cuales sólo 686 km están asfaltados. En los lugares donde hay carreteras circulan muchos vehículos de motor público (PMV) privados, en su mayoría monovolúmenes, que funcionan como autobuses no regulares.
La carretera más larga del país es la Highlands Highway, que une Lae y Madang con la región de las Tierras Altas. La autopista Boluminski une Kavieng y Namatanai, en la provincia de Nueva Irlanda. En septiembre de 2007 se terminó una autopista que une Wewak, en la provincia de Sepik Oriental, y Vanimo, en la provincia de Sepik Occidental. La autopista Kiunga-Tabubil es una carretera de mantenimiento privado que une las comunidades de las tierras altas de la provincia Occidental.
Papúa Nueva Guinea carece de ferrocarriles importantes, pero algunas minas tienen vías en desuso. Durante el periodo de control colonial alemán, a principios del siglo XX, se construyeron en Nueva Guinea numerosas vías férreas de plantación de vía estrecha de 600 mm (1 pie 11+5⁄8 pulgadas) cerca de los asentamientos de Madang y Rabaul. Tras la caída de Nueva Guinea a manos de los australianos en la Primera Guerra Mundial, las vías férreas se deterioraron.
En septiembre de 2007, una empresa minera propuso construir un nuevo ferrocarril para unir la costa con una mina de cobre y molibdeno en Yandera, en la provincia de Madang.
El país tiene 10 940 km de vías navegables e instalaciones portuarias comerciales en Port Moresby, Alotau, Oro Bay, Lae, Kimbe, Kieta Madang, Buka, Rabaul/Kokopo, Kiunga, Wewak y Vanimo.
Las principales exportaciones son la minería y las materias primas, con cierto comercio en contenedores a través de Port Moresby y Lae. Los volúmenes de importación superan a los de exportación, lo que se traduce en un aumento de los costes de transporte, ya que el trayecto de entrada compensa la capacidad vacía del trayecto de salida. Las principales rutas comerciales se dirigen hacia el sur, a los puertos australianos, y hacia el norte, a Singapur.

## Demografía

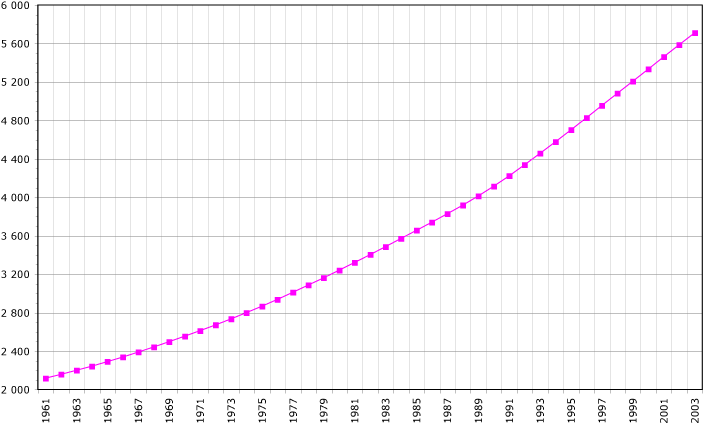
Crecimiento de la población desde 1961 hasta 2003 (en miles de habitantes).

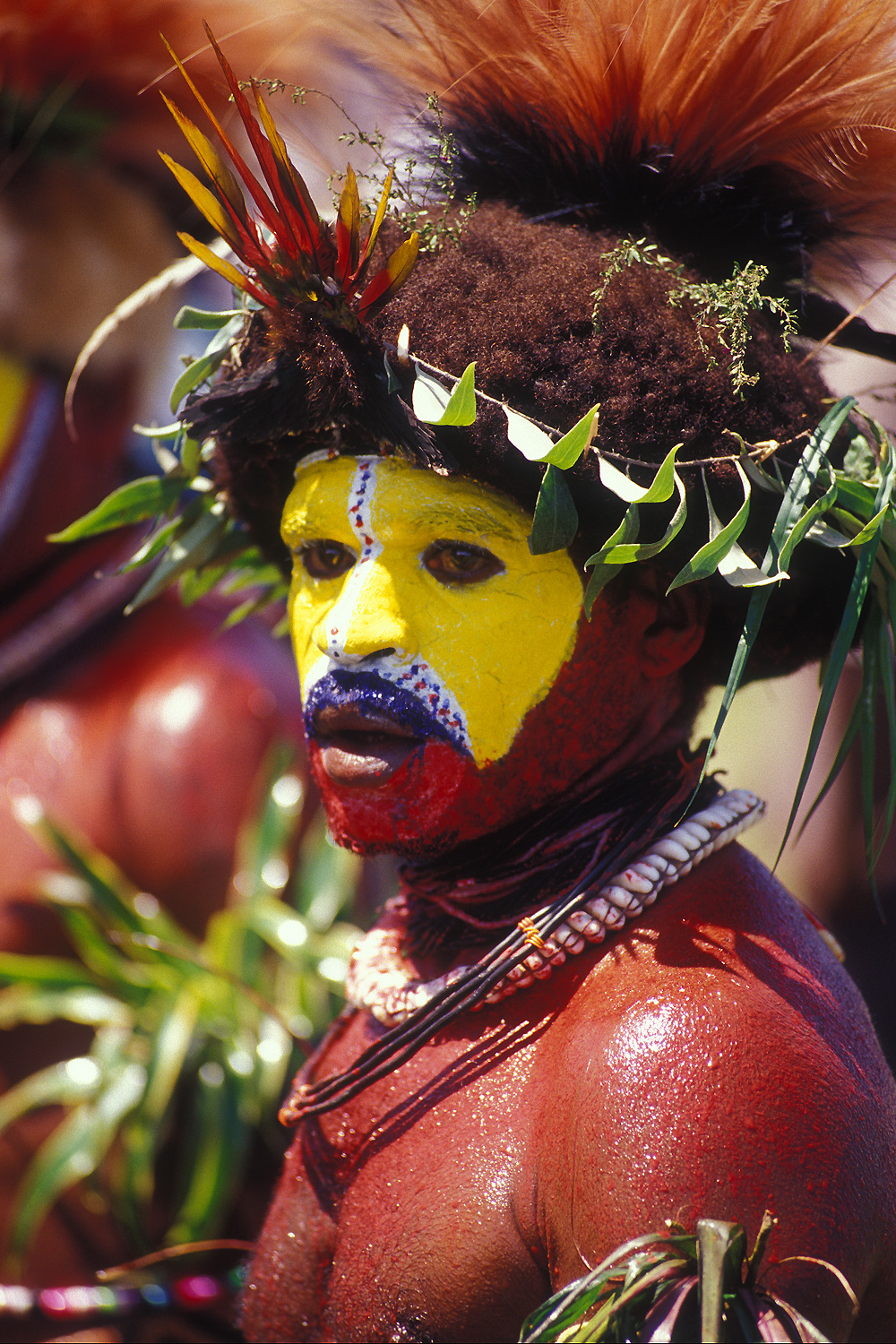
Hombre huli de las tierras altas del sur de Nueva Guinea.

Papúa Nueva Guinea está constituida por cientos de grupos étnicos, la mayoría de los cuales son papúes o hablantes de lenguas papúes, que han habitado el país desde hace decenas de miles de años y viven principalmente en la zona montañosa. El segundo grupo lo forman los hablantes de lenguas austronesias oceánicas, las cuales tienen un origen en antiguas migraciones malayas y habitan sobre todo en las costas. Ambos grupos están bastante mezclados y constituyen la base de la población melanesia. Otros grupos étnicos presentes en Papúa Nueva Guinea son polinesios, micronesios, chinos, filipinos, europeos y australianos.
Hay tres idiomas oficiales en Papúa Nueva Guinea, el inglés es uno de ellos, aunque es poco hablado, y su uso es únicamente cotidiano en las ciudades. La mayoría de la gente en el norte habla la lengua criolla tok pisin, que es un pidgin del inglés usado como lengua franca. En la región sur de Papúa, la gente puede usar el tercer idioma oficial, el hiri motu antes que el tok pisin para este propósito. Se han firmado acuerdos de entendimiento con Alemania para el estudio del alemán. Se habla también un alemán-criollo denominado unserdeutsch.
El mayor problema demográfico en la actualidad es el aumento de personas viviendo con VIH/sida, siendo el país con la más alta incidencia en el Pacífico y el cuarto país de la zona que cumple con los criterios de epidemia generalizada para este virus. El principal problema es la ausencia de medidas preventivas para la transmisión de VIH, principalmente en las regiones rurales.
Evolución demográfica:
- 1890: 500 000 hab.
- 1900: 600 000 hab.
- 1914: 779 000 hab.
- 1919: 862 000 hab.
- 1930: 1 077 000 hab.
- 1942: 1 372 000 hab.
- 1945: 1 458 000 hab.
- 1960: 1 920 000 hab.
- 1986: 3 400 000 hab.
- 1995: 4 302 000 hab.
- 2000: 5 190 800 hab.
- 2011: 6 187 591 hab. (CIA World Factbook 2011)[43]
- 2020ː 8 935 000 hab.

### Urbanización

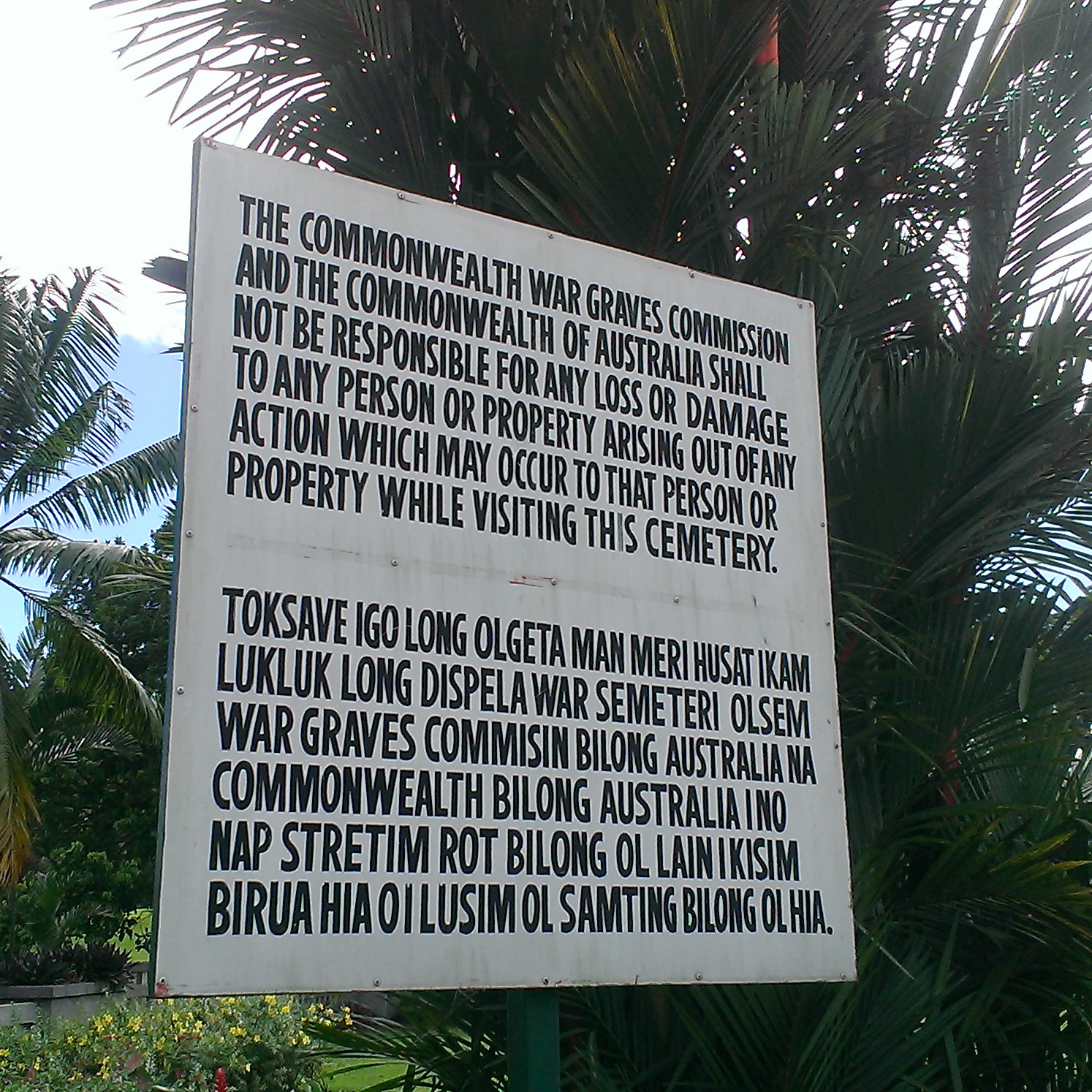
Un cartel en Papúa Nueva Guinea escrito en inglés y en tok pisin, uno de los idiomas oficiales del país, el cual es un idioma criollo derivado del inglés.

Según el CIA World Factbook (2018), Papúa Nueva Guinea tiene el segundo porcentaje de población urbana más bajo del mundo, con un 13,25 %, solo por detrás de Burundi. La geografía y la economía de Papúa Nueva Guinea son los principales factores que explican el bajo porcentaje. Papúa Nueva Guinea tiene una tasa de urbanización del 2,51 %, medida como el cambio proyectado en la población urbana de 2015 a 2020.

### Idiomas

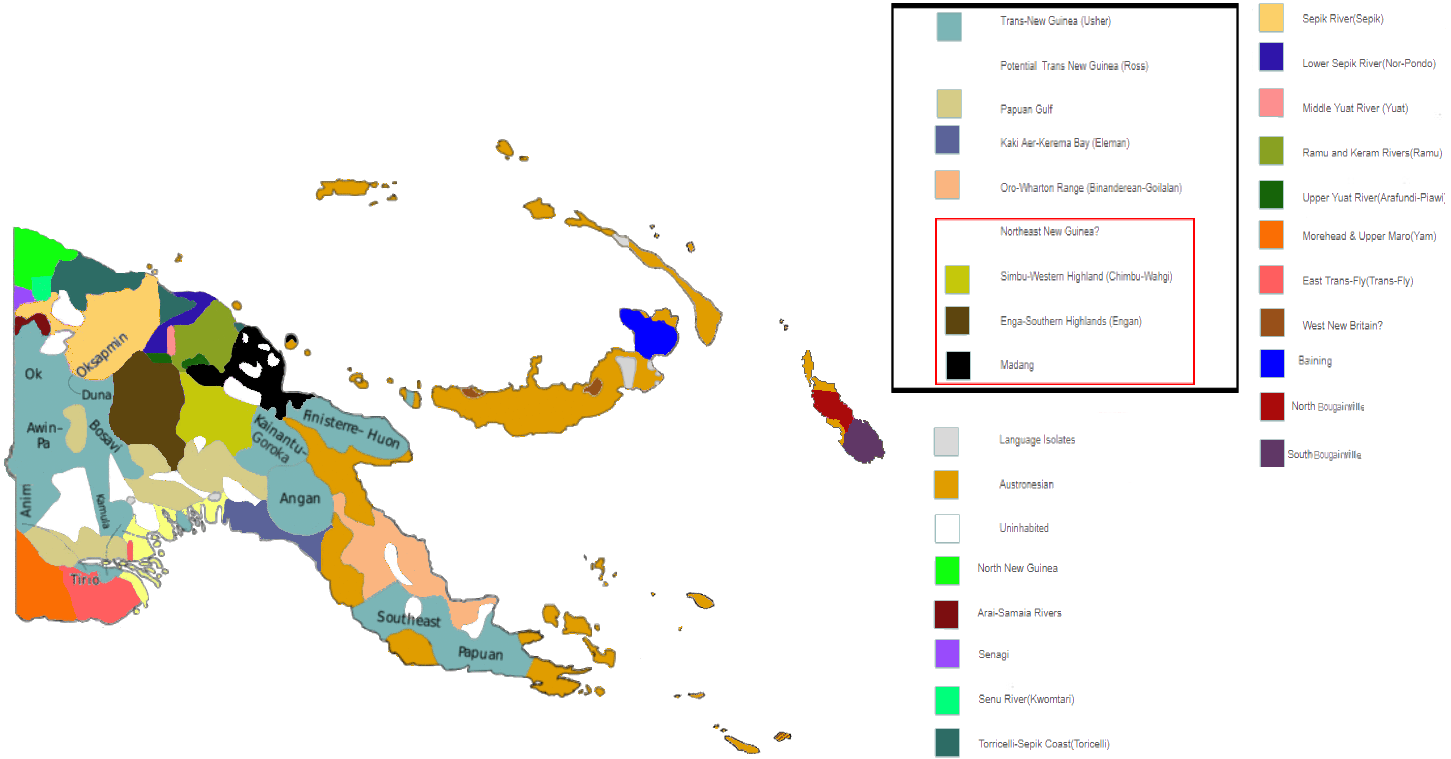
Familias lingüísticas presentes en Papúa Nueva Guinea.

Papúa Nueva Guinea tiene más idiomas que cualquier otro país, con más de 820 lenguas nativas, que representan el 12 % del total mundial, aunque la mayoría tiene menos de 1000 hablantes. Con un promedio de solo 7000 hablantes por idioma, Papúa Nueva Guinea tiene una mayor densidad de idiomas que cualquier otra nación del mundo, excepto Vanuatu. La lengua indígena más hablada es la Enga, con unos 200 000 hablantes, seguida de Melpa y Huli. Las lenguas indígenas se clasifican en dos grandes grupos, lenguas austronesias y lenguas no austronesias o papúes. Hay cuatro idiomas en Papúa Nueva Guinea con algún reconocimiento legal: inglés, tok pisin, hiri motu y, desde 2015, lengua de señas (que en la práctica significa lengua de señas de Papúa Nueva Guinea).
El inglés es el idioma del gobierno y del sistema educativo, pero no se habla mucho. La lengua franca principal del país es el tok pisin (comúnmente conocido en inglés como pidgin de Nueva Guinea o pidgin melanesio), con el cual se lleva a cabo gran parte de los debates en el Parlamento, se presentan campañas de información y anuncios, y es publicado un semanario nacional, Wantok. La única zona donde no prevalece el tok pisin es la región sur de Papúa, donde la gente suele utilizar el tercer idioma oficial, hiri motu. Aunque se encuentra en la región de Papúa, Puerto Moresby tiene una población muy diversa que habla principalmente tok pisin y, en menor medida, inglés, y el motu se habla como lengua indígena en las aldeas periféricas.

### Salud
La esperanza de vida en Papúa Nueva Guinea al nacer era de 64 años para los hombres en 2016 y de 68 para las mujeres. El gasto gubernamental en salud en 2014 representaba el 9,5 % del gasto total del gobierno, y el gasto total en salud equivalía al 4,3% del PIB. Había cinco médicos por cada 100 000 personas a principios de la década de 2000. La tasa de mortalidad materna por cada 100 000 nacimientos en 2010 para Papúa Nueva Guinea era de 250. Esta cifra se compara con los 311,9 de 2008 y los 476,3 de 1990. La tasa de mortalidad de menores de 5 años por cada 1000 nacimientos es de 69 y la mortalidad neonatal como porcentaje de la mortalidad de menores de 5 años es de 37. En Papúa Nueva Guinea, el número de matronas por cada 1000 nacidos vivos es de 1 y el riesgo de muerte a lo largo de la vida para las mujeres embarazadas es de 1 en 94.

### Religión

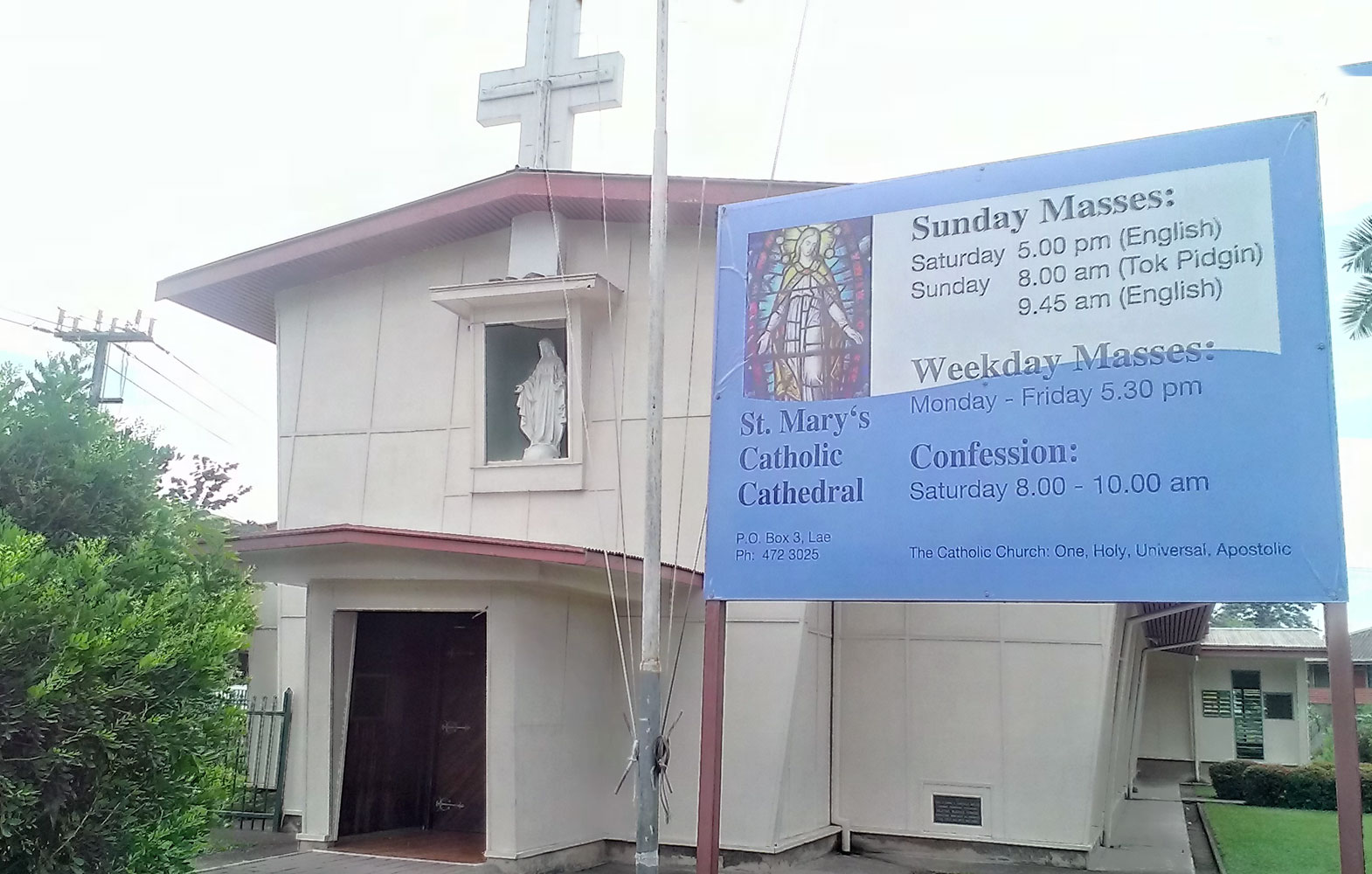
Catedral Católica de Santa María en la diócesis de Lae.

Población en Papúa Nueva Guinea por religión, según el censo de 2011
- Iglesia católica (26 %)
- Iglesia Evangélica Luterana de Papúa Nueva Guinea (18,4 %)
- Adventista del Séptimo Día (12,9 %)
- Pentecostal (10,4 %)
- Iglesia Unida de Papúa Nueva Guinea y las Islas Salomón (10,3 %)
- Alianza Evangélica de Papúa Nueva Guinea (5,9 %)
- Iglesia Anglicana de Papúa Nueva Guinea (3,2 %)
- Bautistas (2,8 %)
- Ejército de Salvación (0,4 %)
- Iglesia Kwato (0,2 %)
- Otros cristianos (5,1 %)
- No cristiano (1,4 %)
- No declarado (3,1 %)

El gobierno y el poder judicial defienden el derecho constitucional a la libertad de expresión, de pensamiento y de creencias, y no se ha adoptado ninguna legislación para frenar esos derechos. Según el censo de 2011, el 95,6 % de los ciudadanos se identificó como cristiano, el 1,4 % no se declaró cristiano y el 3,1 % no contestó. Prácticamente ningún encuestado se identificó como no religioso. El sincretismo religioso es elevado, y muchos ciudadanos combinan su fe cristiana con algunas prácticas religiosas indígenas tradicionales. La mayoría de los cristianos de Papúa Nueva Guinea son de diversos grupos protestantes, y constituyen aproximadamente el 70 % de la población total. Están representados principalmente por la Iglesia Evangélica Luterana de Papúa Nueva Guinea, la Iglesia Adventista del Séptimo Día, diversas denominaciones pentecostales, la Iglesia Unida de Papúa Nueva Guinea y las Islas Salomón, la Alianza Evangélica de Papúa Nueva Guinea y la Iglesia Anglicana de Papúa Nueva Guinea. Además de los protestantes, existe una notable grupo de católicos, que representa aproximadamente el 26 % de la población, siendo esta además la denominación individual más seguida del país.

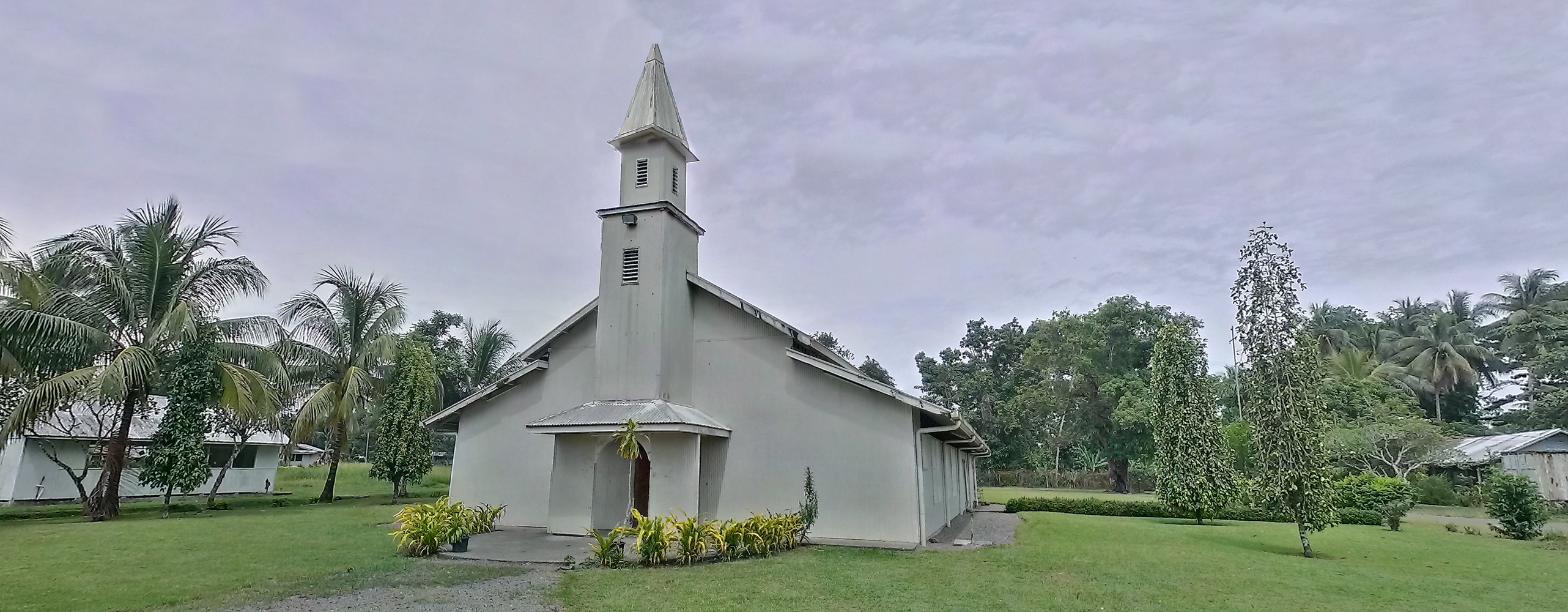
La Iglesia Evangélica Luterana de San Andrés.

Hay aproximadamente 2000 musulmanes en el país. La mayoría pertenece al grupo suní, mientras que un pequeño número es ahmadi. En todo el país hay iglesias cristianas no tradicionales y grupos religiosos no cristianos. El Consejo de Iglesias de Papúa Nueva Guinea ha declarado que tanto los misioneros musulmanes como los confucianos son muy activos. Las religiones tradicionales suelen ser animistas. Algunas también suelen tener elementos de veneración a los muertos, aunque la generalización es sospechosa, dada la extrema heterogeneidad de las sociedades melanesias. Entre las tribus tradicionales predomina la creencia en los masalai, o espíritus malignos, a los que se culpa de «envenenar» a la gente, causando calamidades y muertes, y la práctica del puripuri (brujería).
La primera bahá'í de Papúa Nueva Guinea fue Violete Hoenke, que llegó a la isla del Almirantazgo, procedente de Australia, en 1954. La comunidad bahá'í de Papúa Nueva Guinea creció tan rápidamente que en 1969 se eligió una Asamblea Espiritual Nacional (consejo administrativo). En 2020 había más de 30 000 miembros de la fe bahá'í en Papúa Nueva Guinea. En 2012 se decidió erigir la primera casa de culto bahá'í en Papúa Nueva Guinea. Su diseño es el de una cesta tejida, una característica común a todos los grupos y culturas de Papúa Nueva Guinea. Se espera, por tanto, que sea un símbolo para todo el país. Sus nueve entradas están inspiradas en el diseño de la Haus Tambaran (Casa de los Espíritus). La construcción comenzó en Port Moresby en 2018.
El Día del Arrepentimiento, el 26 de agosto, es festivo en Papúa Nueva Guinea. Se celebra con «ceremonias de oración» en todo el país.
Fue establecido el 15 de agosto de 2011 por el primer ministro Peter O'Neill, que había llegado al poder menos de dos semanas antes. El anuncio se produjo solo once días antes de que se celebrara el primer Día del Arrepentimiento. Se convirtió en festivo a petición de «un grupo de iglesias», que inicialmente habían presentado la solicitud al predecesor de O'Neill, Sam Abal, antes de que éste fuera destituido en una moción de censura.
El gobierno no dio prácticamente ninguna explicación sobre el propósito de la jornada, lo que, al parecer, creó cierta confusión entre los papuanos al llegar el 26 de agosto. El pastor Jack Edward, del Ministerio de Evangelización Shema, fue nombrado coordinador del Día del Arrepentimiento, y declaró que el propósito era que la gente «se reuniera, rezara y pidiera perdón al Señor por los males que están ocurriendo en nuestra nación». Se trataba de un día de oración cristiana, en una nación predominantemente cristiana. El imán Mikail Abdul Aziz, descrito por la Australian Broadcasting Corporation como el «líder espiritual» de los «4000 musulmanes practicantes» de Papúa Nueva Guinea, dijo que no se oponía a la idea, pero que podría enviar un «mensaje equivocado», ya que el arrepentimiento debería producirse cada vez que se comete un error, en lugar de una vez al año. Al no haberse dado mucha publicidad a este día, muchas empresas no estaban seguras de que fuera festivo, lo que les obligaba a dar el día libre a sus empleados o a pagarles el doble. La Cámara de Comercio de Port Moresby consiguió una copia del Boletín Oficial para convencer a sus miembros de que, en efecto, era festivo.

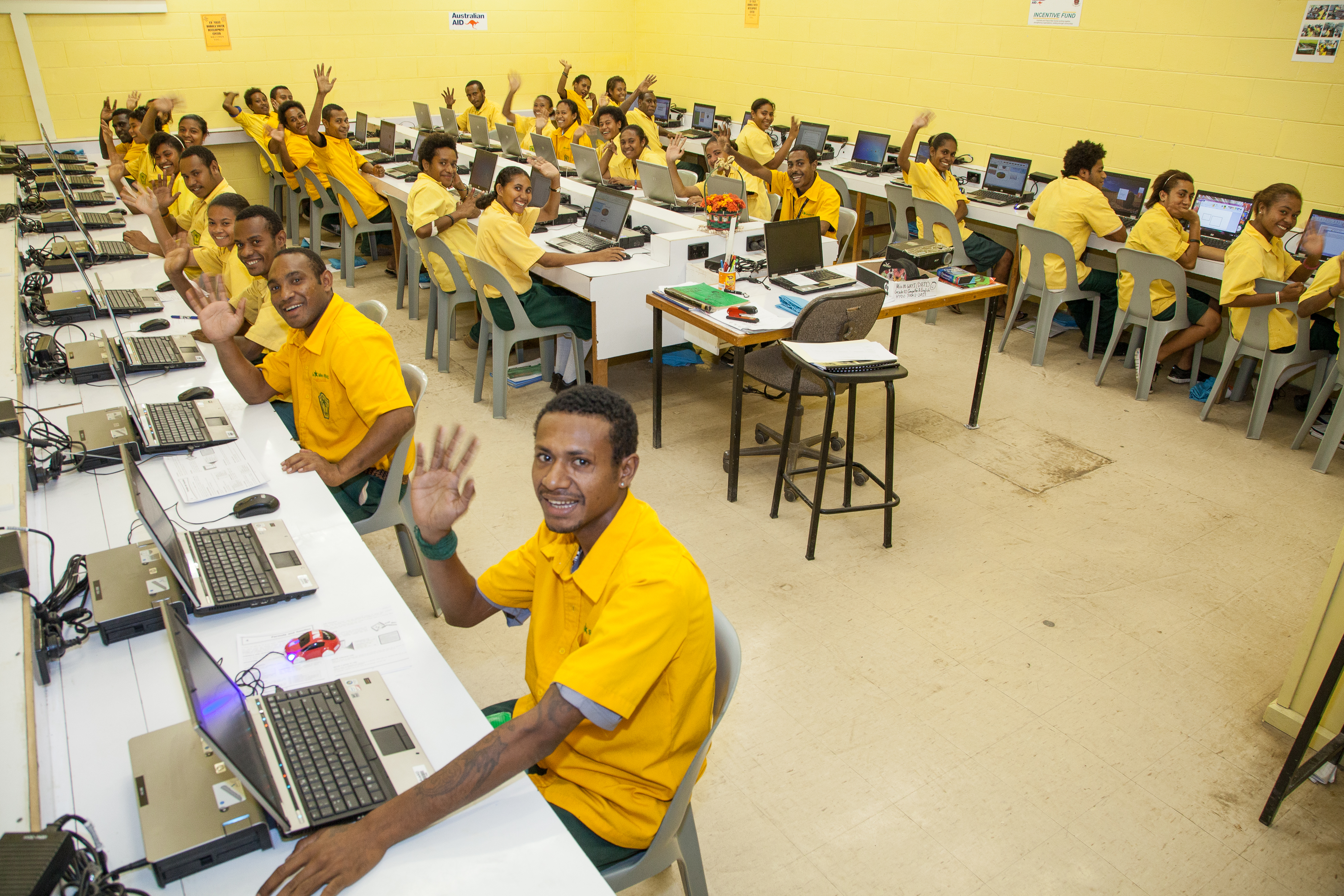
Centro de Desarrollo Juvenil de Hohola.

### Educación
Una gran parte de la población es analfabeta, con gran incidencia de este problema en las mujeres. Gran parte de la educación en Papúa Nueva Guinea la imparten instituciones eclesiásticas, entre las que se encuentran 500 escuelas de la Iglesia Evangélica Luterana de Papúa Nueva Guinea y diversas dependencias de la Iglesia Católica. Papúa Nueva Guinea cuenta con seis universidades, además de otras instituciones terciarias importantes. Las dos universidades pioneras son la Universidad de Papúa Nueva Guinea, con sede en el Distrito Capital Nacional, y la Universidad Tecnológica de Papúa Nueva Guinea, con sede en las afueras de Lae, en la provincia de Morobe.
Las otras cuatro universidades, que en su día fueron colegios universitarios, se crearon recientemente tras obtener el reconocimiento del gobierno. Se trata de la Universidad de Goroka, en la provincia de las Tierras Altas Orientales, la Universidad del Verbo Divino (dirigida por los Misioneros del Verbo Divino de la Iglesia Católica) en la provincia de Madang, la Universidad de Vudal en la provincia de Nueva Bretaña Oriental y la Universidad Adventista del Pacífico (dirigida por la Iglesia Adventista del Séptimo Día) en el Distrito de la Capital Nacional.

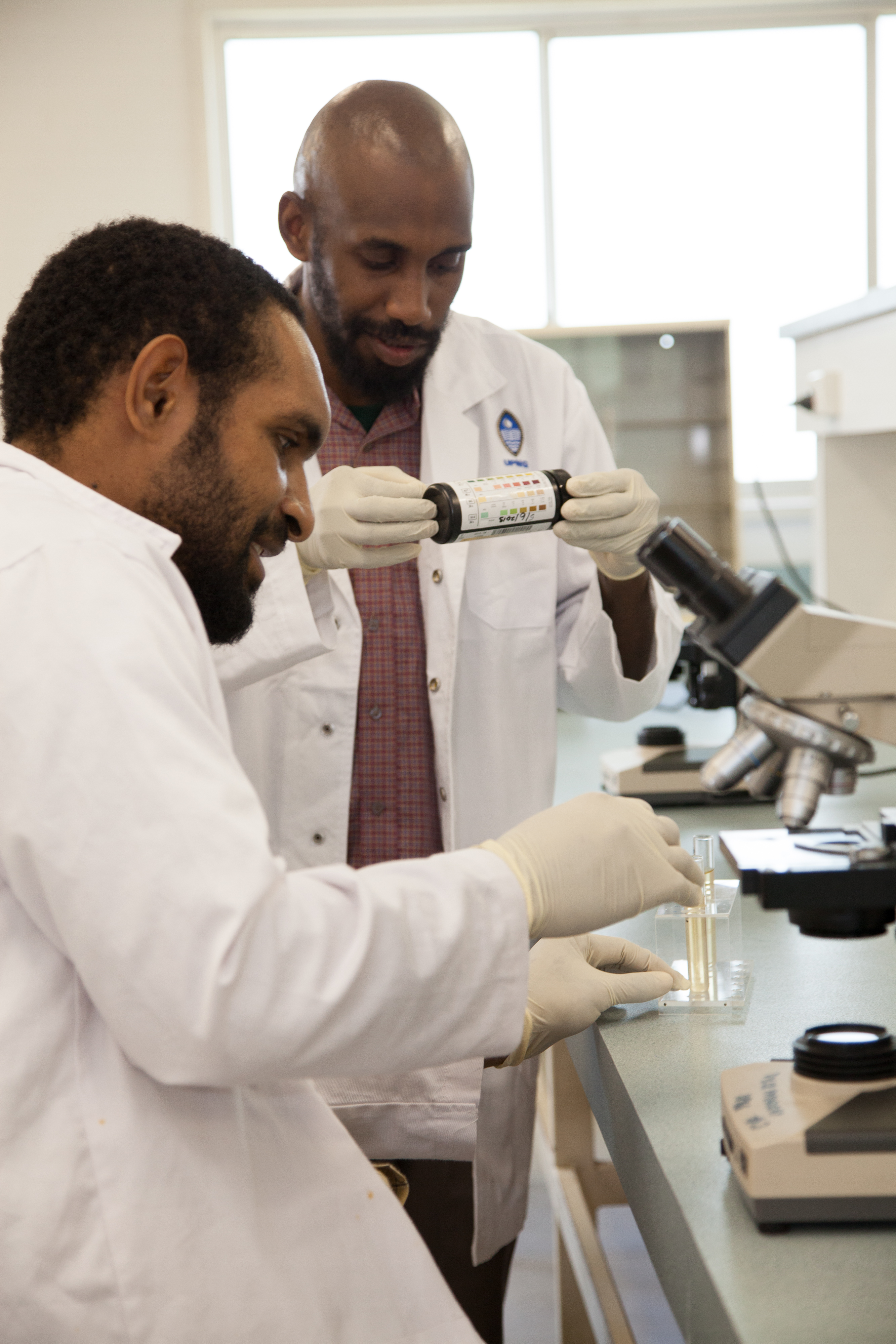
Estudiantes de la Facultad de Medicina y Ciencias de la Salud de la UPNG con tubos de ensayo y un microscopio en Port Moresby.

## Ciencia y tecnología
En 2009, Papúa Nueva Guinea adoptó la «Visión Nacional 2050», que ha llevado al establecimiento del Consejo de Investigación, Ciencia y Tecnología. En su reunión de noviembre de 2014, el Consejo hizo hincapié en la necesidad de centrarse en el desarrollo sostenible a través de la ciencia y la tecnología. Según la Web of Science de Thomson Reuters, Papúa Nueva Guinea tuvo la mayor cantidad de publicaciones entre los estados insulares del Pacífico en 2014.
Las fuentes de energía renovables representan dos tercios del suministro total de electricidad. En 2015, la Secretaría de la Comunidad del Pacífico observó que, «si bien Fiji, Papúa Nueva Guinea y Samoa están liderando el camino con proyectos hidroeléctricos a gran escala, existe un enorme potencial para expandir el despliegue de otras opciones de energía renovable como la solar, fuentes de energía eólica, geotérmica y oceánica». La Unión Europea financió el programa «Desarrollo de Habilidades y Capacidad de Energía Renovable en los Países Insulares del Pacífico» de 2013 a 2017. El programa desarrolló una maestría en gestión de energía renovable, acreditado en 2016, en la Universidad de Papúa Nueva Guinea y ayudó a establecer un Centro de Energías Renovables de la misma universidad.
Las prioridades a medio plazo de Visión 2050 son:
- tecnología industrial emergente para la transformación
- tecnología de infraestructuras para los corredores económicos
- tecnología basada en el conocimiento
- la enseñanza de la ciencia y la ingeniería; y
- alcanzar el objetivo de invertir el 5% del PIB en investigación y desarrollo para 2050. (Papúa Nueva Guinea invirtió el 0,03% del PIB en investigación y desarrollo en 2016.[90]

## Cultura

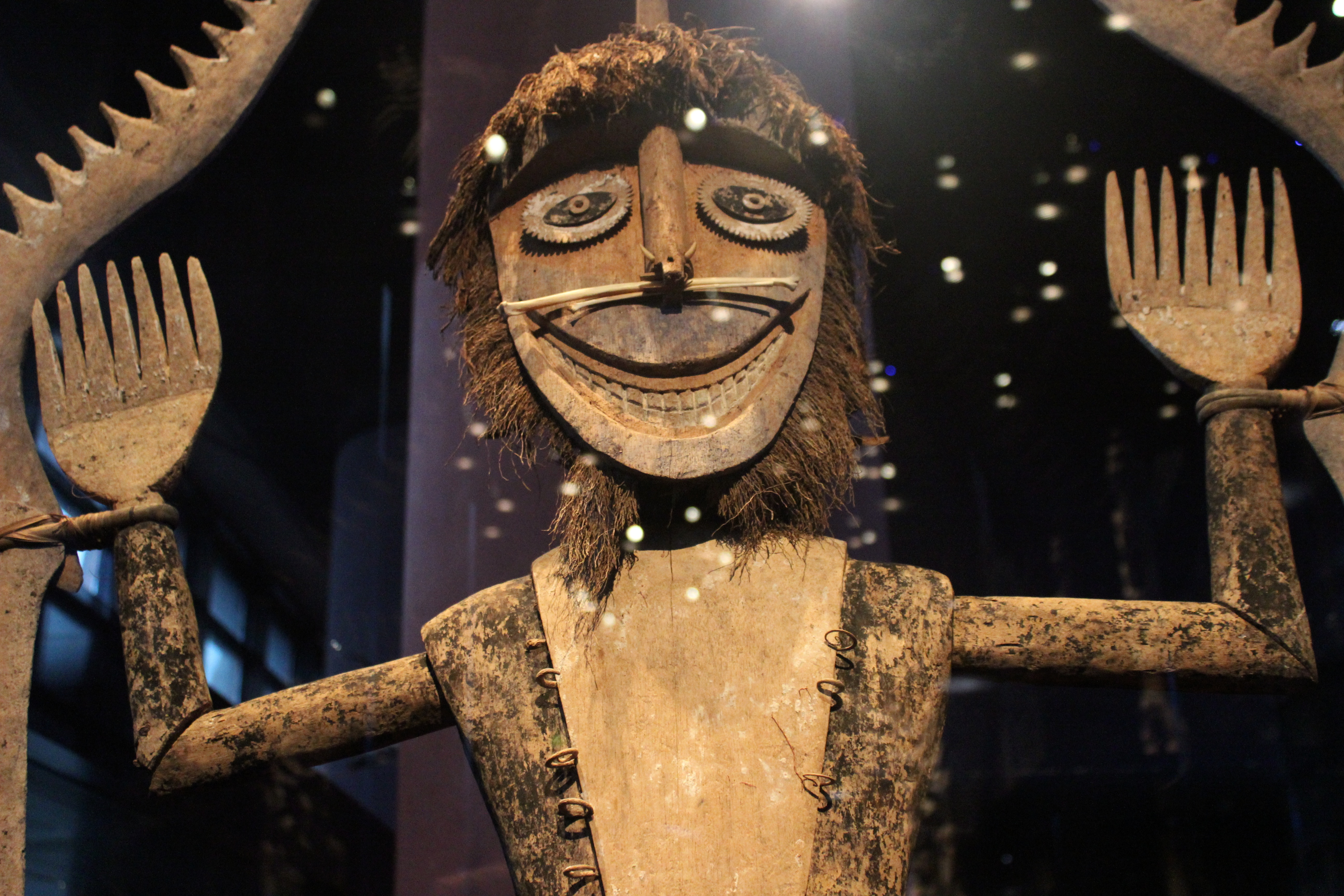
Escultura tolai de Papúa Nueva Guinea.

La cultura de Papúa Nueva Guinea es muy compleja: se estima que existen más de mil grupos culturales. A causa de esta diversidad, se puede encontrar una gran variedad de expresiones culturales; cada grupo ha creado su propia forma de arte, bailes, costumbres, música, etc.
La mayoría de estos grupos tiene su propio lenguaje, y existen muchos casos en los que cada aldea tiene un idioma único. Papúa Nueva Guinea tiene uno de los niveles más altos de diversidad idiomática en proporción a su demografía. Esto tiene que ver con la geografía local, la cual ha permitido que diversas comunidades existan históricamente separadas las unas de las otras desarrollando su propia lengua. La gente acostumbra a vivir en aldeas que subsisten gracias a la agricultura. La caza es una actividad común además de la recolección de algunas plantas salvajes. La gente respeta a la gente que se convierte en buen cazador, pescador y labrador.
En la ribera del río Sepik, un grupo de indígenas son conocidos por sus trabajos tallados en madera. Ellos crean formas de plantas o de animales, según su creencia ya que creen que son sus ancestros.
Las conchas marinas ya no son la moneda corriente en Papúa Nueva Guinea. Estas fueron abolidas como moneda corriente en 1933, pero esta herencia aún está presente en las costumbres locales; por ejemplo, para conseguir una novia, el novio debe conseguir una cierta cantidad de conchas de almejas de borde dorado.

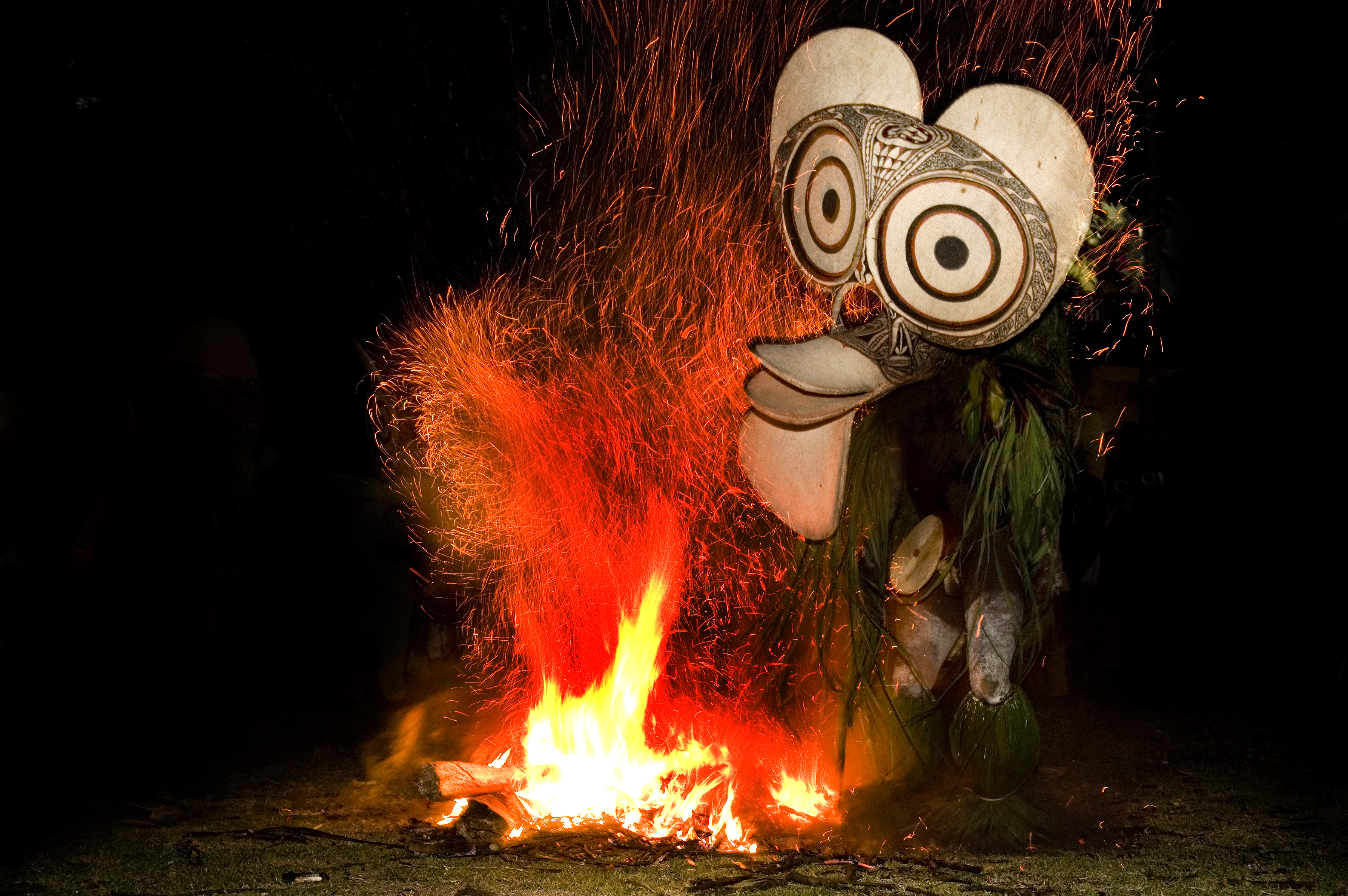
Bailarines del fuego del pueblo Baining en la península de Gazelle en Papúa Nueva Guinea.

### Tradiciones
En el río Sepik existe una tradición mundialmente conocida de tallado en madera. Estos talladores crean formas de plantas o animales, porque creen que son sus seres ancestrales y porque les parecen bellas. También crean retratos tradicionales de calaveras. También está bien representada en las colecciones de museos de todo el mundo la tradición artística malangan de Nueva Irlanda.
Aunque las conchas marinas ya no son la moneda de Papúa Nueva Guinea -las conchas marinas fueron abolidas como moneda en 1933-, esta herencia sigue presente en las costumbres locales. En algunas partes del país, el novio debe llevar el precio de la novia a la ceremonia. En otras zonas, se paga una dote en lugar del precio de la novia. Estos pagos pueden adoptar la forma de dinero en conchas, alimentos, cerdos, dinero en efectivo u otros bienes. En algunas partes de las tierras altas de Nueva Guinea, la gente participa en coloridos rituales locales que se denominan «sing-sings». Se pintan y se visten con plumas, perlas y pieles de animales para representar a pájaros, árboles o espíritus de las montañas. A veces, en estos festivales musicales se representa un acontecimiento importante, como una batalla legendaria.

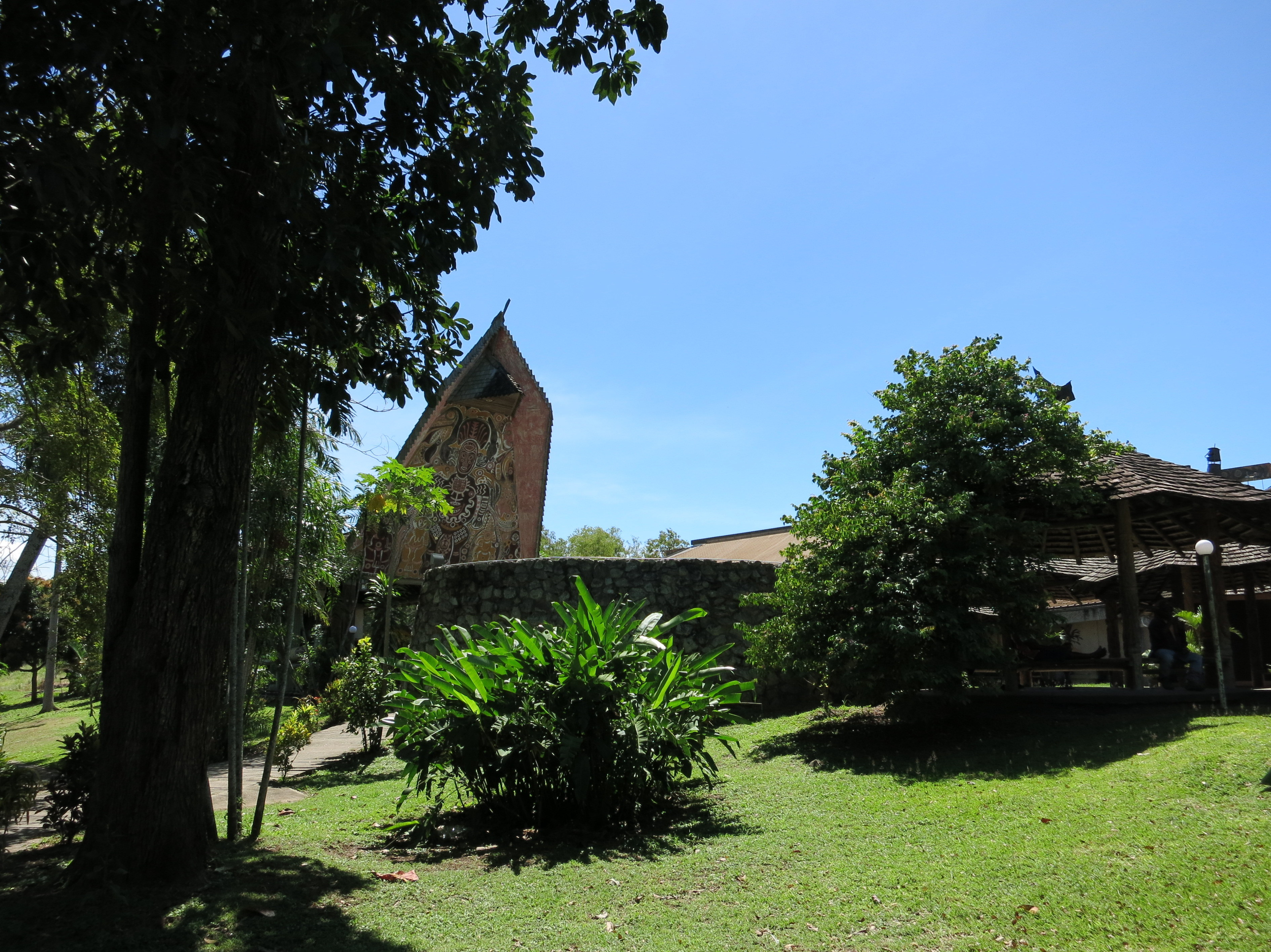
Museo nacional de Papúa Nueva Guinea.

### Música
La música de Papúa Nueva Guinea tiene una larga historia.
Tras la independencia, el mundo exterior apenas conocía los géneros musicales tradicionales de los diversos pueblos. El primer lanzamiento comercial que llegó a un público internacional no se produjo hasta 1991, cuando salió a la venta Voices of the Rainforest, del percusionista Mickey Hart.
Después de 1872, los extranjeros introdujeron los himnos cristianos, incluido el canto gregoriano. La peroveta anedia, el ute y el taibubu, todas ellas formas de música polinesia, también se introdujeron en este periodo. La fiebre del oro trajo consigo una afluencia de mineros australianos que trajeron consigo la armónica.
Las celebraciones tradicionales, que incluyen canciones, bailes, banquetes y regalos, se denominan sing-sing. Trajes vibrantes y coloridos adornan a los bailarines, mientras un líder y un coro cantan de forma escalonada la misma canción, produciendo un efecto similar a una fuga. En 1993 se extendió la televisión por todo el país, y la música popular estadounidense siguió afectando a la música papú dada la difusión de la radio desde la Segunda Guerra Mundial. Desde 1953, los cantos han adquirido un carácter competitivo, con concursos en Port Moresby, Mt. Hagen y Goroka. En 1949 comenzó su carrera el primer papú que alcanzó fama internacional, Blasius To Una.

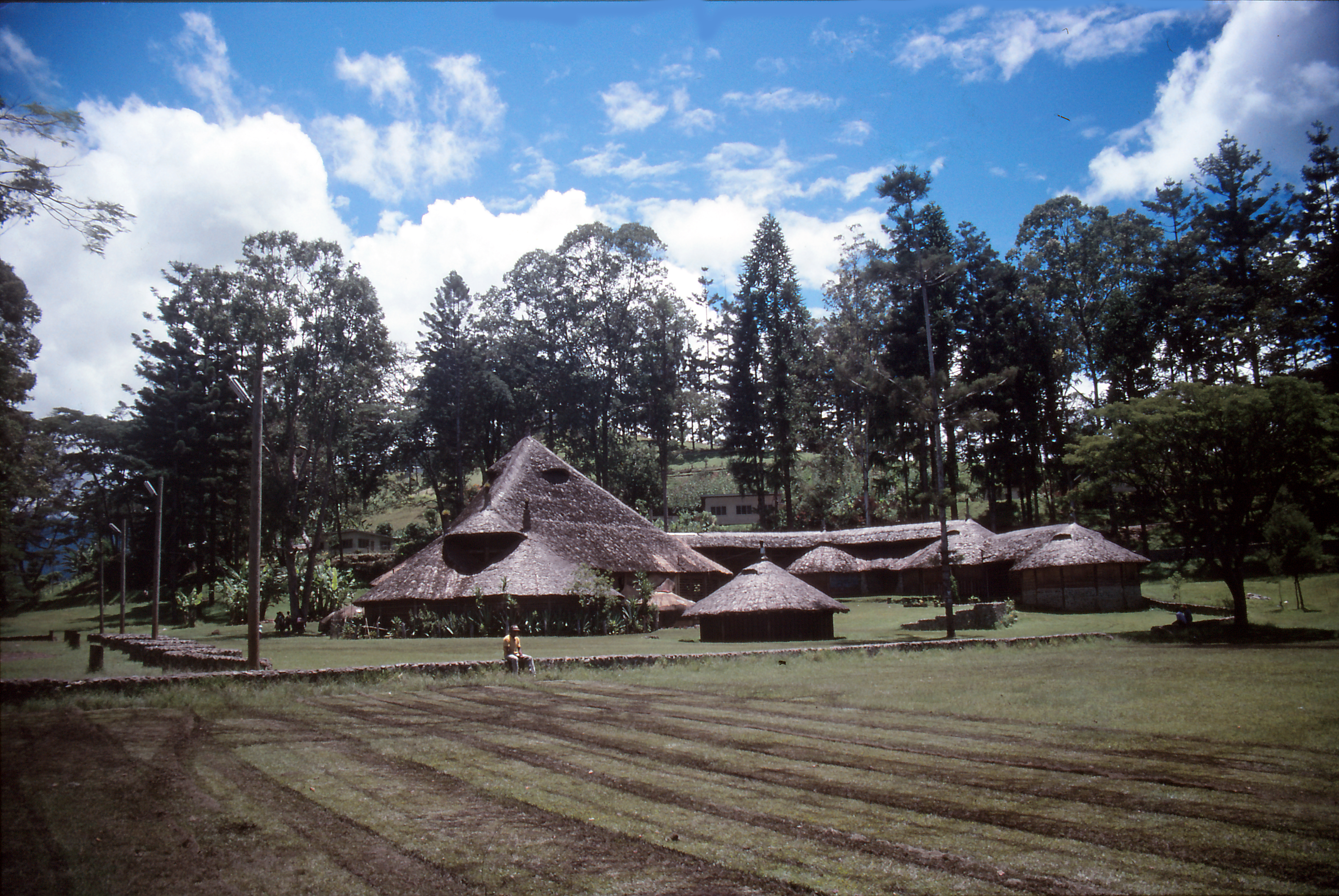
El Teatro Raun Raun en Papúa Nueva Guinea.

A finales de los años 70, apareció una industria discográfica local y artistas como Sanguma y más tarde George Telek empezaron a mezclar estilos autóctonos y occidentales como el rock y el jazz.
A principios del siglo XX, eran populares los himnos cristianos, las canciones de trabajo y las canciones de la fiebre del oro, algunas en lenguas nativas y otras en inglés o alemán. En la década de 1920, la música grabada se había popularizado y la radiodifusión de música popular occidental apareció a finales de la década de 1930. Unos años más tarde, los soldados y marineros aliados de la Segunda Guerra Mundial popularizaron la guitarra y el ukelele durante su estancia en Filipinas y Hawái. Las bandas de cuerda se hicieron muy populares a principios de la década de 1950 y pronto dominaron el panorama pop. A finales de los 60, bandas de rock como los Kopikats habían aparecido en las ciudades, mientras que bandas de cuerda como los Paramana Strangers se habían hecho muy conocidas internacionalmente. A esto siguió la importación de las bandas de bambú, un estilo musical de las Islas Salomón que utiliza tubos de bambú que se tocan golpeándolos con sandalias. Llegó por primera vez a la zona de Madang a mediados de los años 70, y pronto se extendió por todo el país.
O-Shen fue uno de los primeros en mezclar el hip hop con el reggae. La cultura pronto se extendió y surgieron muchos talentos locales underground, como Naka Blood, con su primer éxito «Pom Pom City», seguido de «Time is Now». Más tarde surgió otro grupo llamado 3KiiNgZ, que arrasó en Papúa Nueva Guinea con los éxitos «High Groove Theory», «Kanaka Walk» y «One Sound» (con Sprigga Mek, del colectivo de hip hop Naka Blood). Sprigga Mek, de Naka Blood, se lanzó en solitario y publicó «Sweet Mekeo», rapeando en su dialecto local mekeo, y más tarde lanzó «Pasin Kanak», que ahora se conoce como el himno nacional no oficial de los kanakas de Papúa Nueva Guinea. Papua Gong Native, con su habilidad para la rima kanaka, es uno de los raperos locales más conocidos que rapean en dialecto motu.

### Teatro
La Compañía Nacional de Teatro era, como su nombre indica, una compañía teatral de Papúa Nueva Guinea financiada por el Estado. Estaba dirigida por William Takaku y administrada por la Comisión Nacional de Cultura del gobierno. Su ambicioso objetivo, descrito por la UNESCO, era «crear una identidad cultural de Papúa Nueva Guinea, principalmente a través de la danza y el teatro».

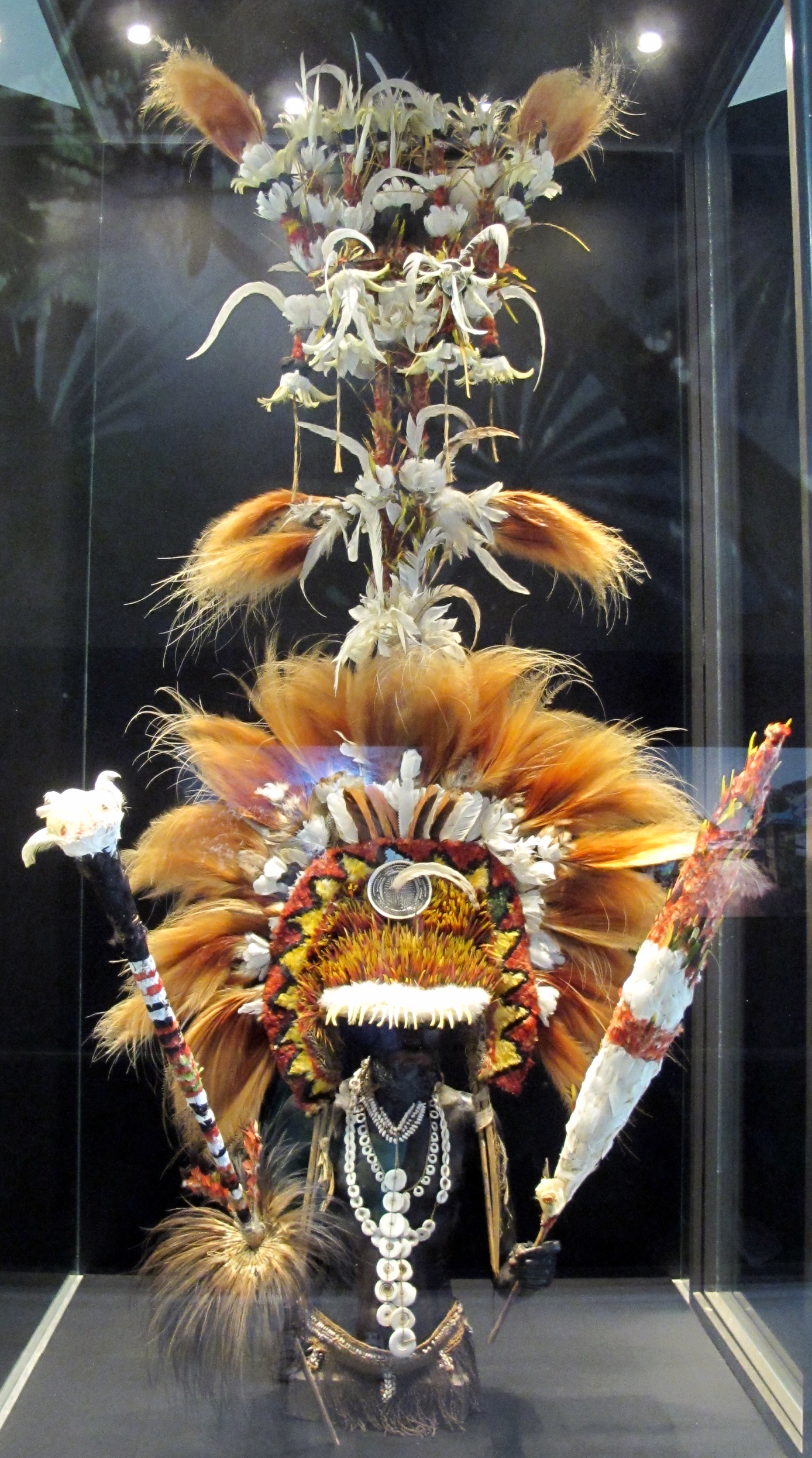
Tocado ceremonial de Papúa Nueva Guinea que data del - principios del.

La Compañía recorría el país y representaba obras en zonas rurales remotas. Mientras se detenía en un pueblo para una representación al aire libre, también organizaba talleres teatrales, para ayudar a los grupos de teatro locales, y aprendía danzas y leyendas de los ancianos del pueblo. Varias de las representaciones estaban «basadas en el folclore, la música y la danza locales».
Sus obras, ambientadas tanto en zonas rurales como urbanas, exploraban temas medioambientales y problemas relacionados con la vida en la ciudad. Las representaciones estaban «impregnadas de música, baile y comedia», pero trataban temas serios. Las obras se producían en inglés y en tok pisin una lengua local.
Según la Australian Broadcasting Corporation, la compañía «se hundió por falta de fondos».

### Arte
El arte de Papúa Nueva Guinea tiene una larga y rica tradición. En particular, es mundialmente famosa por la escultura en madera tallada: máscaras, canoas y tableros de cuentos. Papúa Nueva Guinea también posee una gran variedad de arte en arcilla, piedra, hueso, animales y troqueles naturales. Muchas de las mejores colecciones se conservan en museos extranjeros.
Algunos de los artistas considerados de la primera ola del arte contemporáneo en Papúa Nueva Guinea son: Mathias Kauage OBE (nacido en 1944), Timothy Akis, Jakupa Ako y Joe Nalo, todos ellos de la dura zona urbana de Port Moresby. Kauage ganó el Premio Blake de Arte Religioso de Australia, cuatro de sus obras se encuentran en la Galería de Arte Moderno de Glasgow (Escocia, Reino Unido), y expuso en solitario en 2005 en el Museo Horniman, «Kauage's Visions: Arte de Papúa Nueva Guinea». Otros destacados artistas plásticos de Papúa Nueva Guinea son Larry Santana, Martin Morububuna y Heso Kiwi.

### Gastronomía
La cocina de Papúa Nueva Guinea son los alimentos tradicionales variados que se encuentran en la parte oriental de la isla neoguineana. Aproximadamente el 80% de la población depende de la agricultura de subsistencia, por lo que un gran porcentaje de la energía y las proteínas de los alimentos que se consumen en Papúa Nueva Guinea se producen localmente, mientras que el resto se importa. Entre los alimentos básicos de Papúa Nueva Guinea destacan los tubérculos, los plátanos y el sagú. La dieta de Papúa Nueva Guinea es mayoritariamente vegetariana, sobre todo en las regiones del Golfo y las Tierras Altas.
El momu es un método tradicional para cocinar grandes cantidades de comida en Papúa Nueva Guinea, así como en otras islas del Pacífico. Consiste en un horno de tierra que se llena con carbón o piedras calientes, que pueden colocarse en diferentes orientaciones, y posteriormente se cuecen durante un largo periodo de tiempo. A pesar de la presencia de hornos adventicios en Papúa Nueva Guinea, el mumu sigue siendo frecuente en los hogares.

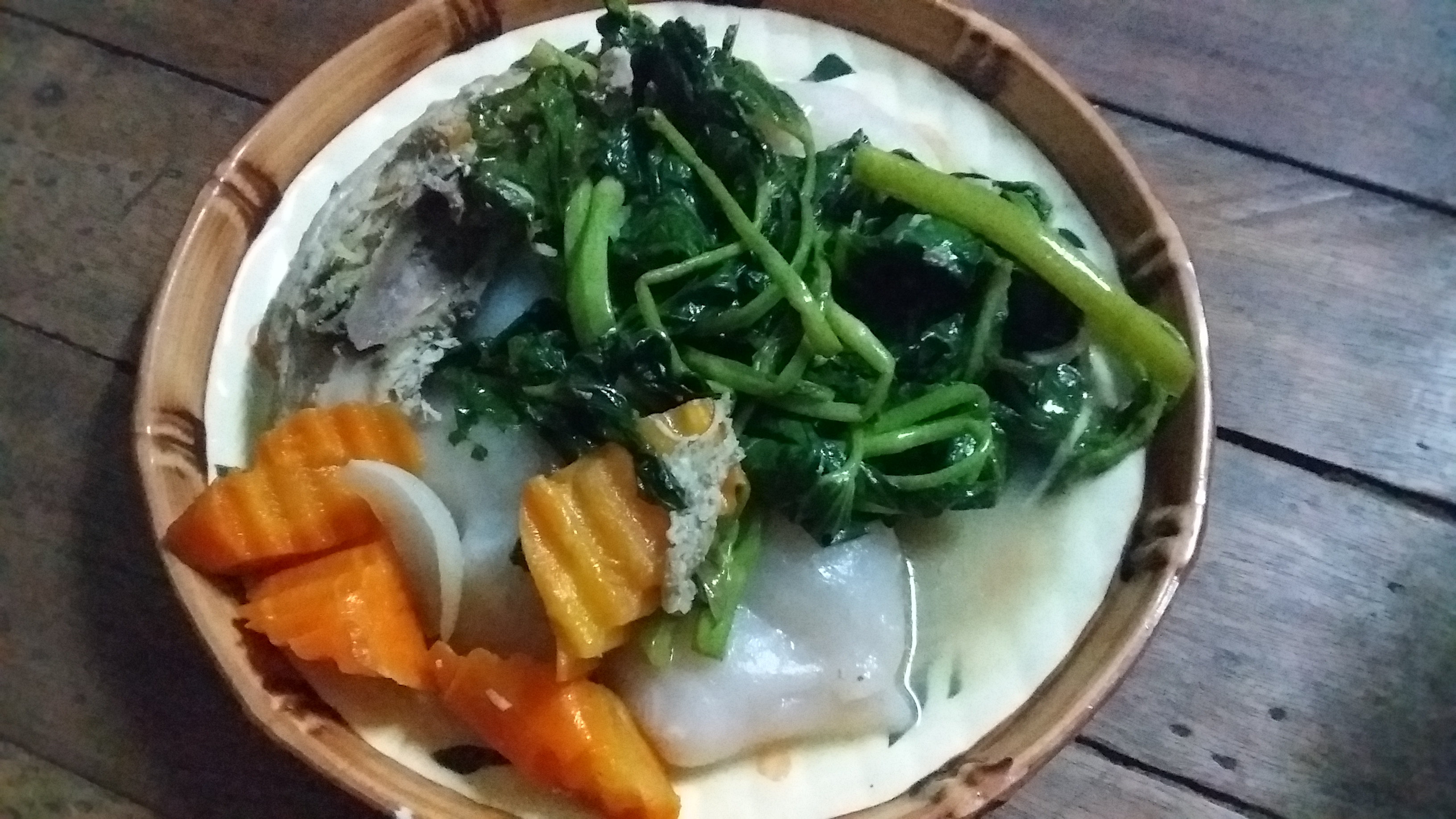
El nagu es un plato típico del pueblo Sepik de Papúa Nueva Guinea. Se elabora con palma sagú y leche de coco con verduras.

La invasión europea de Papúa Nueva Guinea, que comenzó en el siglo XVI, fue la primera introducción extranjera en la cocina local. En el siglo XIX, los colonos europeos (principalmente del Imperio Alemán y el Imperio Británico) importaron a la región ganado y cultivos, que tuvieron un importante valor comercial. La cocina y las tradiciones de Papúa Nueva Guinea se han asimilado a las de Nueva Guinea Indonesia y otras naciones del Pacífico. El plato kokoda -compuesto de pescado cocinado en una salsa de lima y coco- también está presente en la cocina fiyiana.

#### Bebidas
Al igual que en otras islas del Pacífico occidental, el kava se suele convertir en bebida mezclando la raíz del cultivo con agua. Es una bebida popular y no alcohólica. El café es el segundo producto agrícola de exportación de Papúa Nueva Guinea, después de la palma aceitera, y se cultiva principalmente en la región de las Tierras Altas. De ahí que el café sea una bebida muy consumida en el país. Aparte de las bebidas sin alcohol, la cerveza es una bebida alcohólica preferida por muchos locales.

#### Alimentos básicos
El sagú es un ingrediente común y esencial de la cocina de Papúa Nueva Guinea, ya que se incluye en varios platos tradicionales, como las tortitas y el pudin. El sagú se presenta en forma de harina que suele extraerse de la palmera. La karuka, la batata (kaukau), la mandioca, el fruto del pan (ulu) y el coco son alimentos básicos de la dieta papuano-neo-guineana. La crema de coco es un manjar que se encuentra a menudo en numerosos platos locales de Papúa Nueva Guinea. Las regiones costeras utilizan tradicionalmente la leche y la crema de coco como medio de cocción, mientras que las regiones de las Tierras Altas. El aceite de coco se utiliza en ocasiones especiales en las regiones costeras.
Las proteínas de la carne se consumen ocasionalmente en Papúa Nueva Guinea. Sin embargo, para los habitantes de las zonas costeras, el marisco constituye una parte sustancial de su dieta. El cerdo se considera una carne de celebración en Papúa Nueva Guinea, y se prepara en ocasiones especiales, incluidos los banquetes de Navidad.

## Deportes

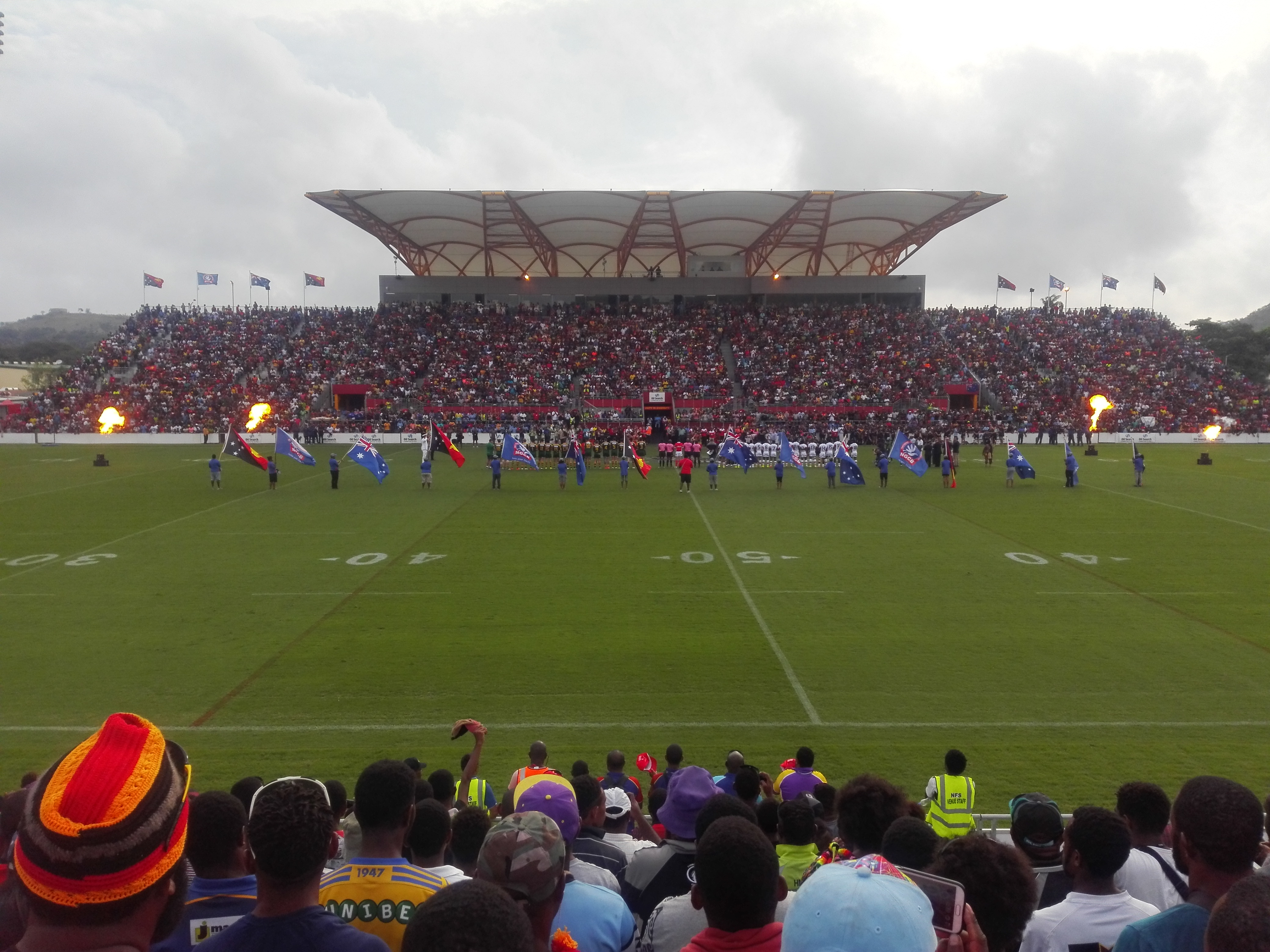
Partido de Rugby League entre Papúa Nueva Guinea y Australia en Puerto Moresby

El deporte es una parte importante de la cultura de Papúa Nueva Guinea y el rugby es, con mucho, el deporte más popular. En una nación donde las comunidades están muy separadas y mucha gente vive con un nivel mínimo de subsistencia, el rugby se ha descrito como un reemplazo de la guerra tribal como una forma de explicar el entusiasmo local por el juego. Muchos habitantes de Papúa Nueva Guinea se han convertido en celebridades al representar a su país o al jugar en una liga profesional en el extranjero. Incluso los jugadores de la liga australiana de rugby que han jugado en la serie anual State of Origin, que se celebra cada año en PNG, se encuentran entre las personas más conocidas de todo el país. El state of Origin es lo más destacado del año para la mayoría de los habitantes de Papúa Nueva Guinea, aunque el apoyo es tan apasionado que incluso personas han muerto a lo largo de los años en enfrentamientos violentos en apoyo de su equipo. El equipo de la liga nacional de rugby de Papúa Nueva Guinea suele jugar contra el XIII del primer ministro australiano (una selección de jugadores de la NRL) cada año, normalmente en Puerto Moresby.
Aunque no es tan popular, el fútbol australiano es significativo, ya que el equipo nacional ocupa el segundo lugar, solo después de Australia. Otros deportes importantes que forman parte del panorama deportivo de Papúa Nueva Guinea son el fútbol, el rugby union, el baloncesto y, en el este de Papúa, el cricket.
En 2016 acogió la VIII Copa Mundial Femenina Sub-20 de la FIFA. La capital, Puerto Moresby, fue sede de los Juegos del Pacífico Sur de 1969, los Juegos del Pacífico Sur de 1991 y los Juegos del Pacífico de 2015.